# Brandenburger Tor

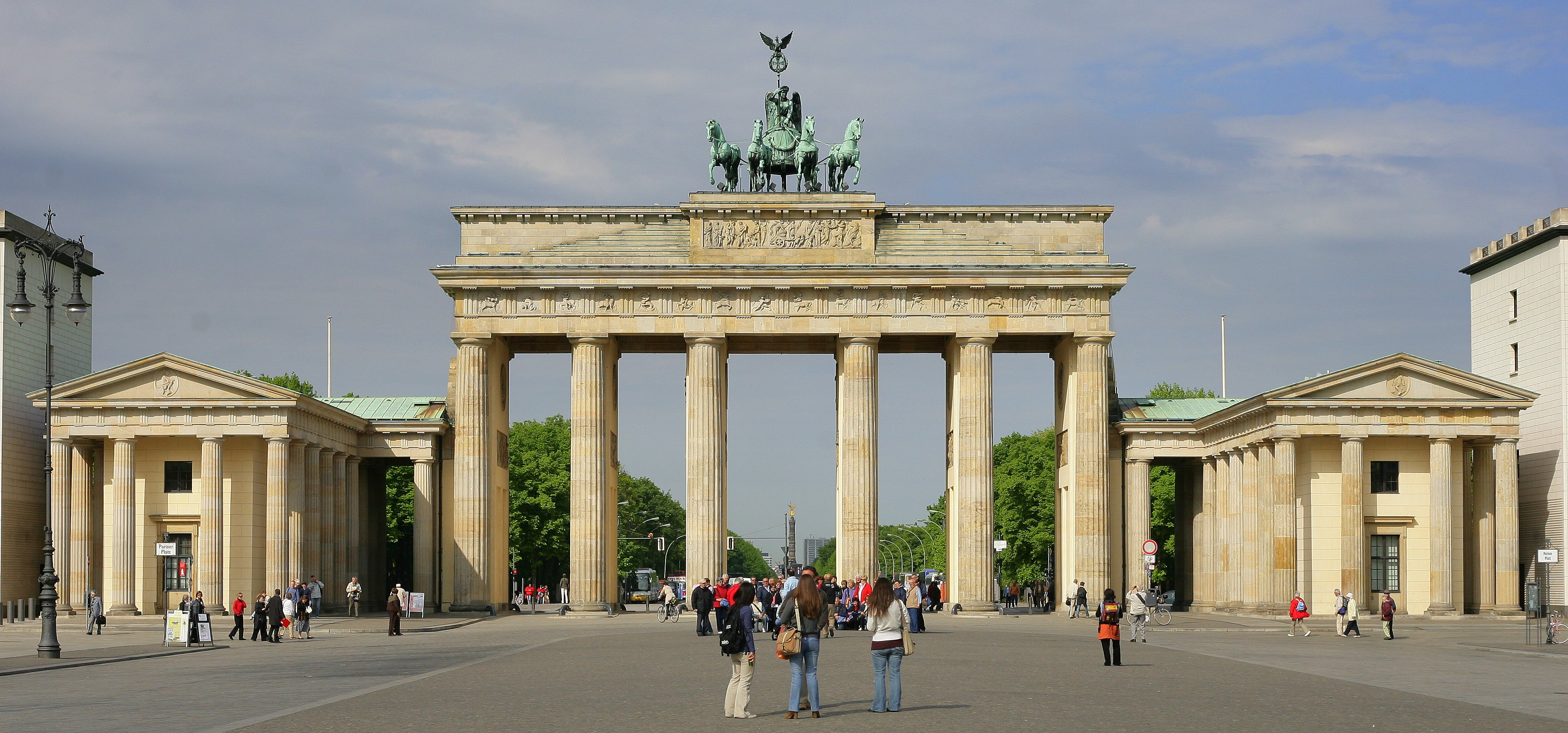
Das Brandenburger Tor mit dem Pariser Platz in westlicher Blickrichtung zur Straße des 17. Juni, 2007

Das Brandenburger Tor in östlicher Blickrichtung zur Zeit der Berliner Mauer, 1985

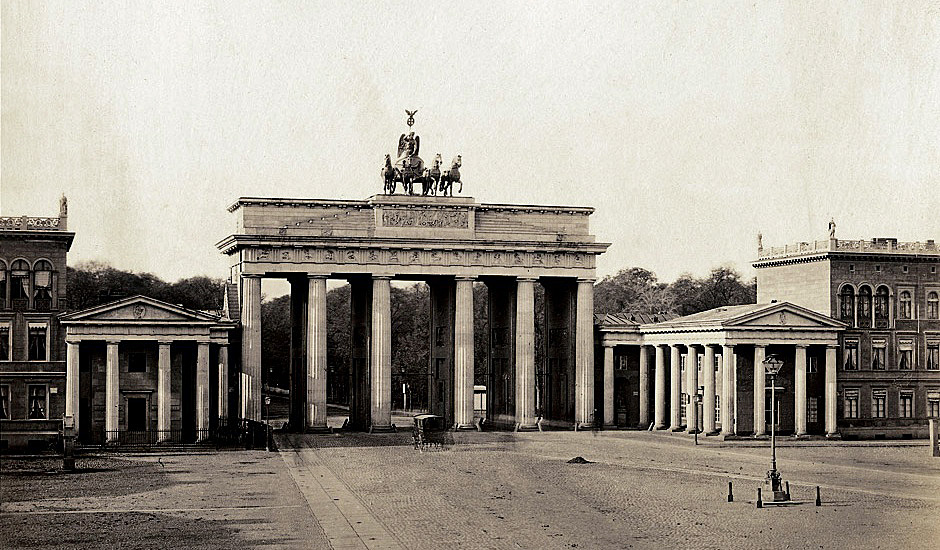
Das Brandenburger Tor um 1855

Das Brandenburger Tor in Berlin ist ein frühklassizistisches Triumphtor, das an der Westflanke des quadratischen Pariser Platzes im Berliner Ortsteil Mitte steht. Es wurde als Abschluss der zentralen Prachtstraße der Dorotheenstadt, des Boulevards Unter den Linden, in den Jahren von 1789 bis 1793 auf Anweisung des preußischen Königs Friedrich Wilhelm II. nach Entwürfen von Carl Gotthard Langhans errichtet. Die das Tor krönende Skulptur der Quadriga ist ein Werk nach dem Entwurf des Bildhauers Johann Gottfried Schadow. Westlich des Brandenburger Tores befinden sich die ausgedehnten Grünflächen des Großen Tiergartens, die in gradliniger Verlängerung der Straße Unter den Linden von der Straße des 17. Juni durchquert werden. Die Platzfläche unmittelbar westlich des Tores trägt den Namen Platz des 18. März.
Das Tor ist das einzig erhaltene von zuletzt 18 Berliner Stadttoren. In der Formensprache stellt es die Hinwendung vom römischen zum griechischen Vorbild dar. Es ist eines der ersten klassizistischen Bauwerke in Preußen und markiert hiermit den Beginn des Klassizismus als staatstragende Architektur in Preußen.
Das Tor ist das bekannteste Berliner Wahrzeichen und ein deutsches Nationalsymbol, mit dem viele wichtige geschichtliche Ereignisse des 19. und 20. Jahrhunderts verbunden sind. So wurde bis zum Zweiten Weltkrieg vor allem das Ende der napoleonischen Herrschaft 1813–1815 mit dem Bauwerk verbunden. Bis zur Öffnung des Eisernen Vorhangs stand es unmittelbar an der Grenze zwischen Ost- und West-Berlin im Ostsektor und symbolisierte so während des Kalten Krieges das Aufeinandertreffen von Warschauer Pakt und NATO an der weltpolitisch heikelsten Stelle ihres gemeinsamen Grenzverlaufes. Entsprechend wird das Brandenburger Tor seit 1990 auch als Symbol der Überwindung der Teilung Deutschlands und Europas angesehen.
Nach Beschädigung im Zweiten Weltkrieg wurde das Tor bis 1958 wiederhergestellt. Eine umfassende, knapp zweijährige Sanierung fand bis 2002 durch die Stiftung Denkmalschutz Berlin statt.

## Vorgängerbau

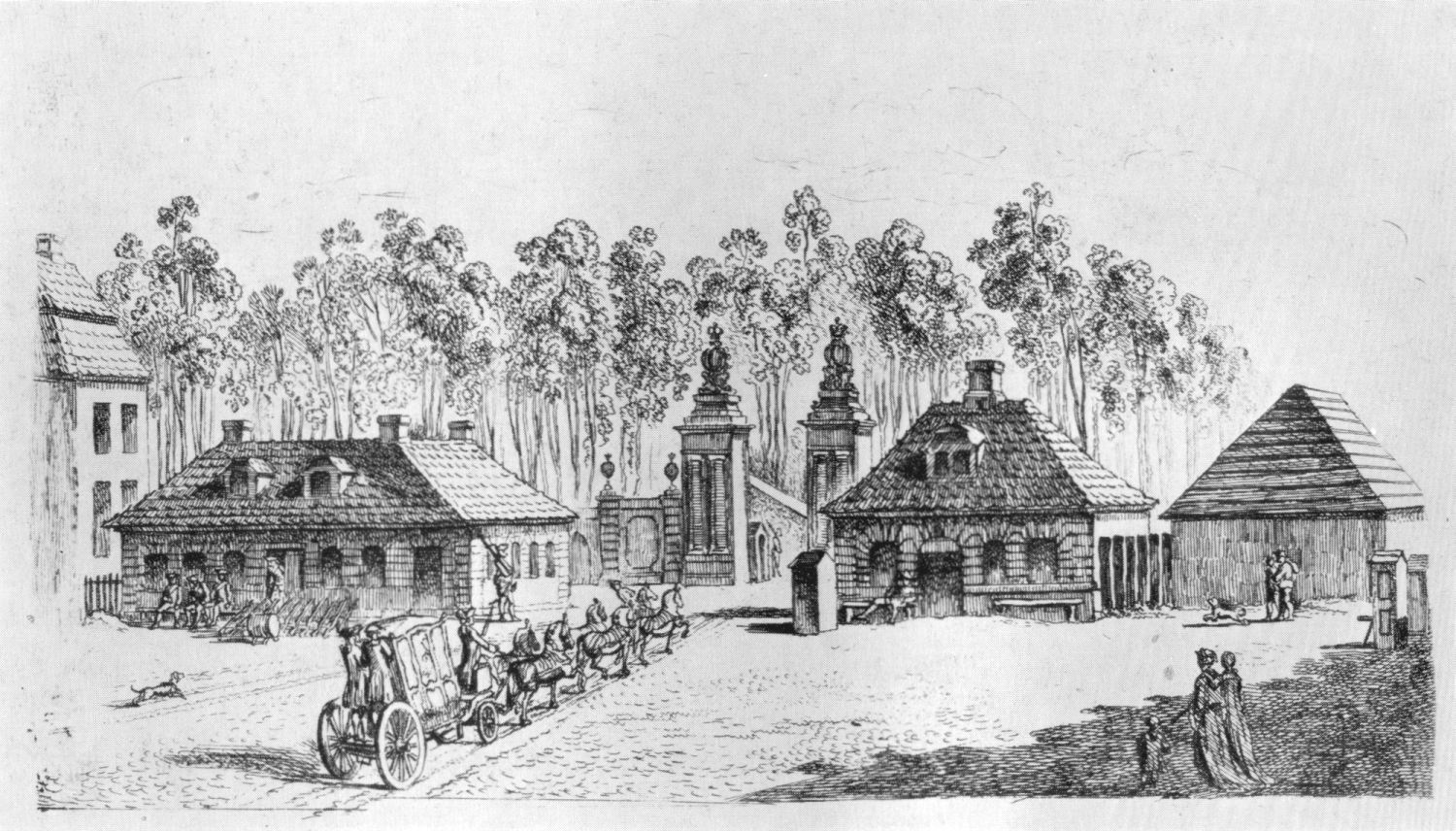
Zeichnung des alten Brandenburger Tores von Daniel Chodowiecki, 1764

Mit der Errichtung der Dorotheenstadt um 1670 und deren Einbeziehung in die Stadtbefestigung Berlins entstand das erste Tor. Es bestand aus einem Durchbruch durch den aufgeschütteten Wall und einer Zugbrücke über den ausgehobenen Graben und befand sich ungefähr auf der Höhe der heutigen Schadowstraße.
Mit der Erweiterung der Dorotheenstadt nach Westen und dem Bau der Zollmauer der Stadt Berlin wurde 1734 ein Vorgängerbau an der Stelle des heutigen Brandenburger Tores als Stadttor an der Straße nach Brandenburg an der Havel durch Philipp Gerlach errichtet. Die Toranlage bestand aus zwei mit Pilastern und Trophäen geschmückten barocken Pylonen, an denen die Torflügel befestigt waren. Neben dem Schmucktor befanden sich einfache Durchgänge für Fußgänger in der Mauer, die an dieser Stelle mit Schmuckvasen verziert waren. Bereits innerhalb der Zollmauer befanden sich südlich des Tores das Gebäude für die Wache und nördlich das für die Steuerbehörde.
Für den bevorstehenden Neubau des Tores wurde zuerst ab Mai 1788 das nördlich des Steuerhauses befindliche Spritzenhaus abgebrochen, um an dessen Stelle eine provisorische Umfahrung der Torbaustelle anzulegen. Der Abbruch des alten Brandenburger Tores begann anschließend im Sommer 1788.

## Symbolik
Die Neuerrichtung des Brandenburger Tores erfolgte zur innen- und außenpolitischen Herrschaftsrepräsentation Friedrich Wilhelms II. In ersten Entwürfen gab es daher den Vorschlag, in bronzenen Lettern Federigo daranzuschreiben. Mit der Gestaltung des Tores nach dem Vorbild der Propyläen der Akropolis des Parthenon-Tempels in Athen verglich sich Friedrich Wilhelm II. mit Perikles und stellte sich als Herrscher dar, der Preußen ein goldenes Zeitalter bringen würde. Perikles stand für eine kluge Bündnispolitik verbunden mit einer langen Friedenszeit und für die Vorherrschaft Athens im Attischen Seebund. Genau so wollte Friedrich Wilhelm II. wahrgenommen werden, nachdem er 1787 die Republik der Vereinigten Niederlande durch den Einmarsch preußischer Truppen gewaltsam befriedet und eine Allianz zwischen Preußen, den Niederlanden und Großbritannien herbeigeführt hatte.
Ganz in diesem Sinne war der ursprünglich für das Tor gewählte Name „Friedenstor“. Neben Friedrich Wilhelm II. sollte seine Schwester Wilhelmine von Oranien, Erbstatthalterin der Republik der Niederlande, als Friedensbringerin gepriesen werden. Sie war es, die durch ihre Taktik Friedrich Wilhelm II. zum Eingreifen in den Niederlanden bewegte und letztendlich dadurch eine Vormachtstellung Preußens in Europa herbeiführte. Der Begriff des „Friedenstores“ steht nicht im Widerspruch zur Krönung des Tores mit einer Siegesgöttin, sondern harmoniert mit der absolutistischen Herrschaftsvorstellung des 18. Jahrhunderts.
Sowohl von der baulichen Anlage der Flügelbauten als auch von der schmückenden Ausstattung her war das Tor nach innen gerichtet. Es sollte somit nicht dem Ankommenden, sondern dem in der Stadt Wohnenden die Herrschermacht verdeutlicht werden. Gleich einer Theaterkulisse diente das Tor dazu, dem König bei der Ankunft in Berlin schmückendes und erhöhendes Beiwerk zur Seite zu stellen.

## Architektur

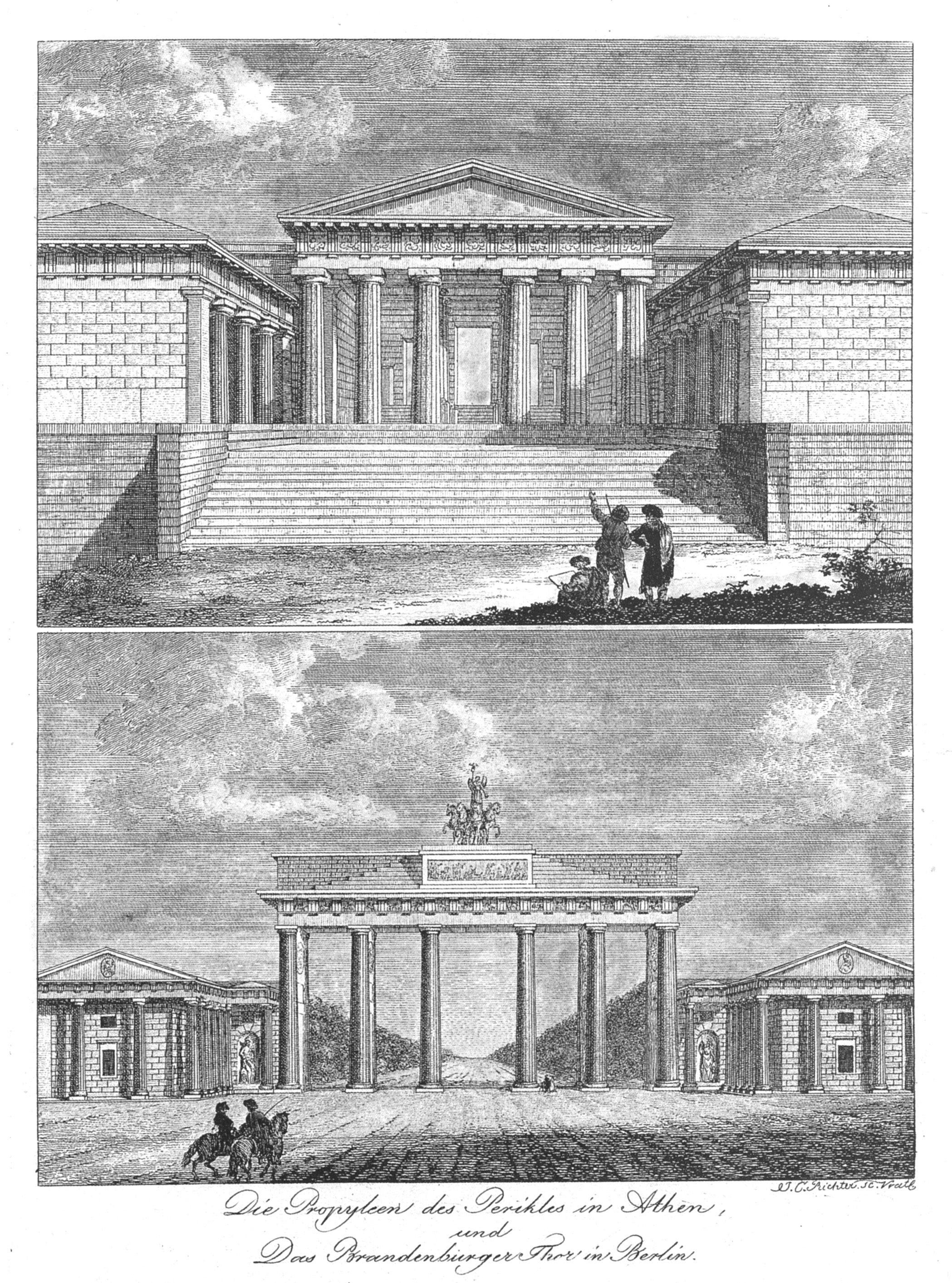
Vergleich zwischen den Propyläen als Vorbild und der preußischen Neuinterpretation,
Stich um 1795

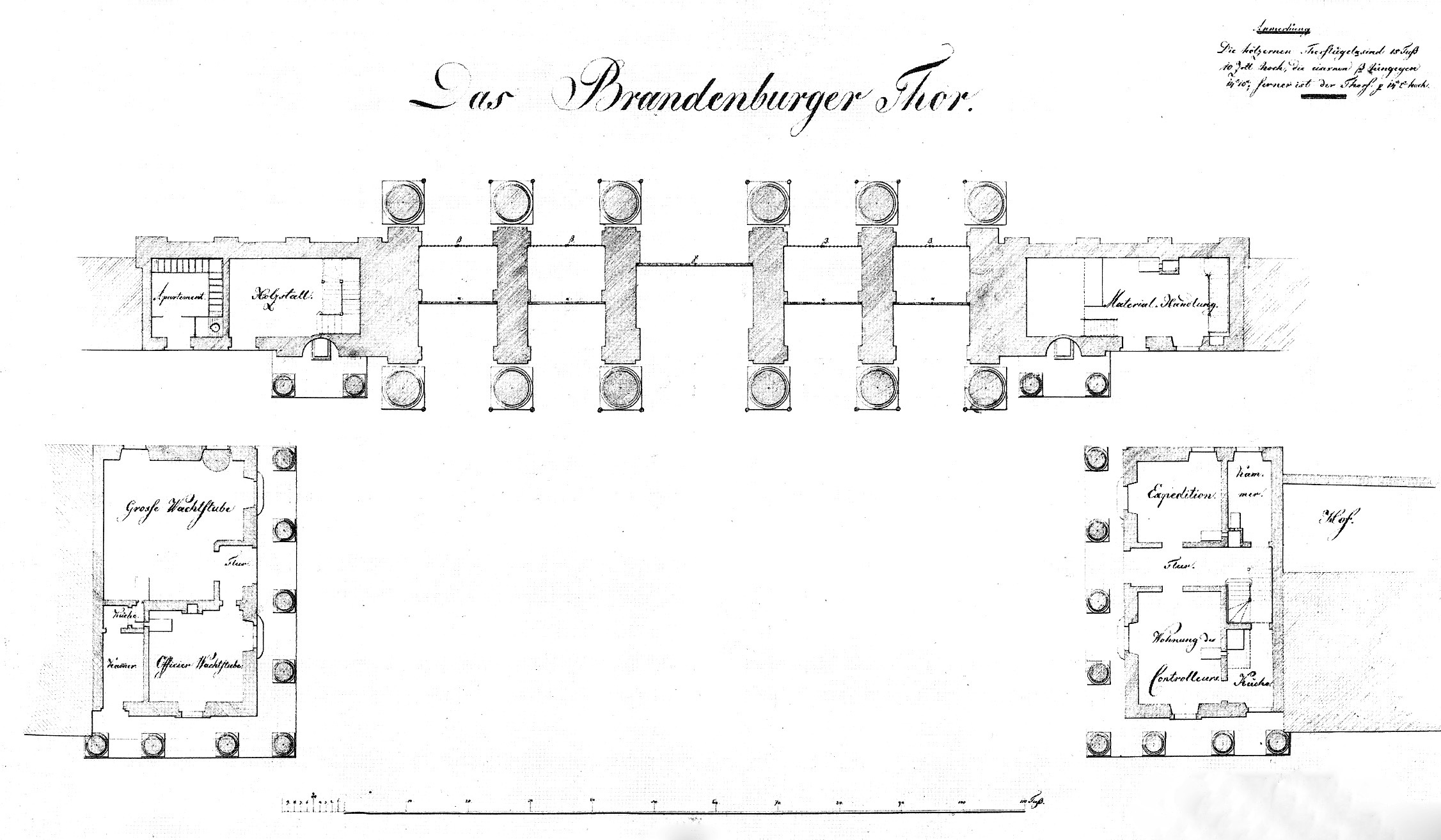
Grundriss des Brandenburger Tores im ursprünglichen Zustand

Das Brandenburger Tor ist ein frühklassizistisches Bauensemble eines Triumphtores, bestehend aus dem eigentlichen Torbauwerk und zwei flankierenden Flügelbauten. Die Flügelbauten stellen nicht nur den Übergang zwischen dem Tor zur angrenzenden Bebauung her, sondern bilden durch ihre vorgezogene Position eine Art barocken Ehrenhof.
Carl Gotthard Langhans war von Friedrich Wilhelm II. als Leiter des Oberhofbauamtes eingesetzt worden und somit mit der Umsetzung betraut. Er erhielt, wahrscheinlich direkt von Friedrich Wilhelm II. die Vorgabe, das Tor nach dem Vorbild der Propyläen, dem Eingangstor zur Akropolis in Athen, zu errichten. Da Langhans selbst nicht in Griechenland war, dienten ihm die Beschreibungen und Zeichnungen von Julien-David Le Roy sowie von James Stuart und Nicholas Revett als Vorlage. Weiterhin forderte Friedrich Wilhelm II. „die großen und schönen Partien der Stadt und des daran liegenden Thiergartens dergestalt miteinander zu verbinden, dass dem Thor soviel möglich freye Öffnung und viel Durchsicht gegeben werde.“ Schon deshalb mussten diverse Veränderungen gegenüber dem Vorbild vorgenommen werden. Langhans reduzierte die Tiefe des Tores deutlich. Außerdem führte er die Säulen schmaler und höher als im Vorbild aus. Die Säulen verdecken somit weniger Fläche und der höher liegende Architrav ließ genügend freien Blick auf den Horizont.
Das Tor besteht aus zwei Säulenreihen mit jeweils sechs kannelierten und mit Basen versehenen dorischen Säulen, wobei die zwischen den Kanneluren eingefügten Stege der ionischen Ordnung entsprechen. Zwischen den Säulenpaaren steht jeweils eine gemauerte und verputzte Wand. Diese war nötig, da die schlanken Säulen alleine die Last des oberen Bauteils mit der Quadriga nicht hätten tragen können. Die sechs Säulen-Mauer-Reihen bilden fünf Durchfahrten, von denen die mittlere – analog zu den Propyläen – breiter ist. Über den Säulen befindet sich das Gebälk, das, anders als beim griechischen Vorbild, nicht aus großen Steinquadern gebildet, sondern waagerecht gemauert wurde. Um das auf den Säulen aufliegende Gewicht zu reduzieren, ist das Gebälk nicht massiv gearbeitet, sondern es umschließt (zusammen mit der Attika) einen etwa 250 m² großen Raum, die sogenannte „Soldatenkammer“, die über das Dach des Torhauses zugänglich ist. Das Gebälk ist beidseitig mit einem Metopen-Triglyphen-Fries verziert, das vom Geison gefolgt wird. Über dem Geison folgt nicht der griechische flache Dreiecksgiebel, sondern eine Attika. Durch der Attika vorgesetzte flache Stufen, die zum Zentrum des Baus hinaufführen, wird aber der griechische Dreiecksgiebel symbolisiert. Auf der Attika steht als krönender Abschluss über der mittleren Tordurchfahrt die Quadriga.
Beiderseits des Tores schlossen sich ursprünglich kurze Mauerstücke mit Nischen für die Skulpturen von Mars und Minerva an, die somit vom Quarrée (heute Pariser Platz) aus gesehen rechts und links das Tor flankierten. Weiter nach außen folgten zweietagige Remisen, die dann in die Akzisemauer übergingen. Die Remisen standen direkt hinter den Flügelbauten, sodass sie vom Quarrée aus nicht zu sehen waren. Remisen und Flügelbauten waren durch ein gemeinsames Dach verbunden, das den inneren Weg an der Stadtmauer überspannte und somit die Fläche vor dem Tor einfasste. Mit dem Fall der Akzisemauer 1867/1868 wurden auch die Remisen abgerissen und das Tor wurde 1868 mit den Flügelbauten durch neue Säulenhallen verbunden, die nach Entwürfen von Heinrich Strack ausgeführt wurden. Hierbei wurde auf beiden Seiten des Tores ein zusätzlicher Durchgang für Fußgänger geschaffen. Die Skulpturen von Mars und Minerva verloren bei diesem Umbau ihre prominenten Positionen und wurden in den Außenwänden des Tores „abgestellt“. Die heutigen Flügelbauten entsprechen nicht mehr den Originalen. Diese schlossen mit ihren Außenflanken an die Bebauung an und hatten nur vor den Fassaden zum Platz dorische Kolonnaden. Im Zweiten Weltkrieg wurden die Flügelbauten zerstört und anschließend mit komplett umlaufenden Kolonnaden wieder aufgebaut. Durch dieses Freistellen ergibt sich ein weiterer Fußgänger-Durchgang auf der dem Tor abgewandten Seite der Flügelbauten.
Maße
Das Bauwerk ist 20,3 m hoch, die Spitze der Quadriga reicht bis zu einer Höhe von etwa 26 m. Die Breite des Tores beträgt 62,5 und die Tiefe 11 m. Die Säulen sind 13,5 m hoch und haben an der Basis einen Durchmesser von 1,73 m. Die mittlere Durchfahrt hat eine Breite von 18 Fuß (5,65 m), die übrigen von 12 Fuß und 1 Zoll (3,80 m).

## Bildhauerei
Neben der Wirkung durch die Architektur wurde das Tor durch zahlreiche bildhauerische Werke künstlerisch aufgewertet. Es kamen sowohl vollplastische Skulpturen als auch Reliefs zum Einsatz. Entscheidungen zur künstlerischen Ausgestaltung des Tores erfolgten teilweise erst während der Bauphase. Die meisten Entwürfe fertigte Johann Gottfried Schadow in seiner Funktion als Leiter der Hofbildhauerwerkstatt und Direktor der Skulpturen beim Oberhofbauamt. Die Ausführung erfolgte von zahlreichen unterschiedlichen Bildhauern, sodass der Bau des Tores durchaus auch als Beschäftigungsprogramm für die preußische Bildhauerschaft gesehen werden kann.

### Quadriga

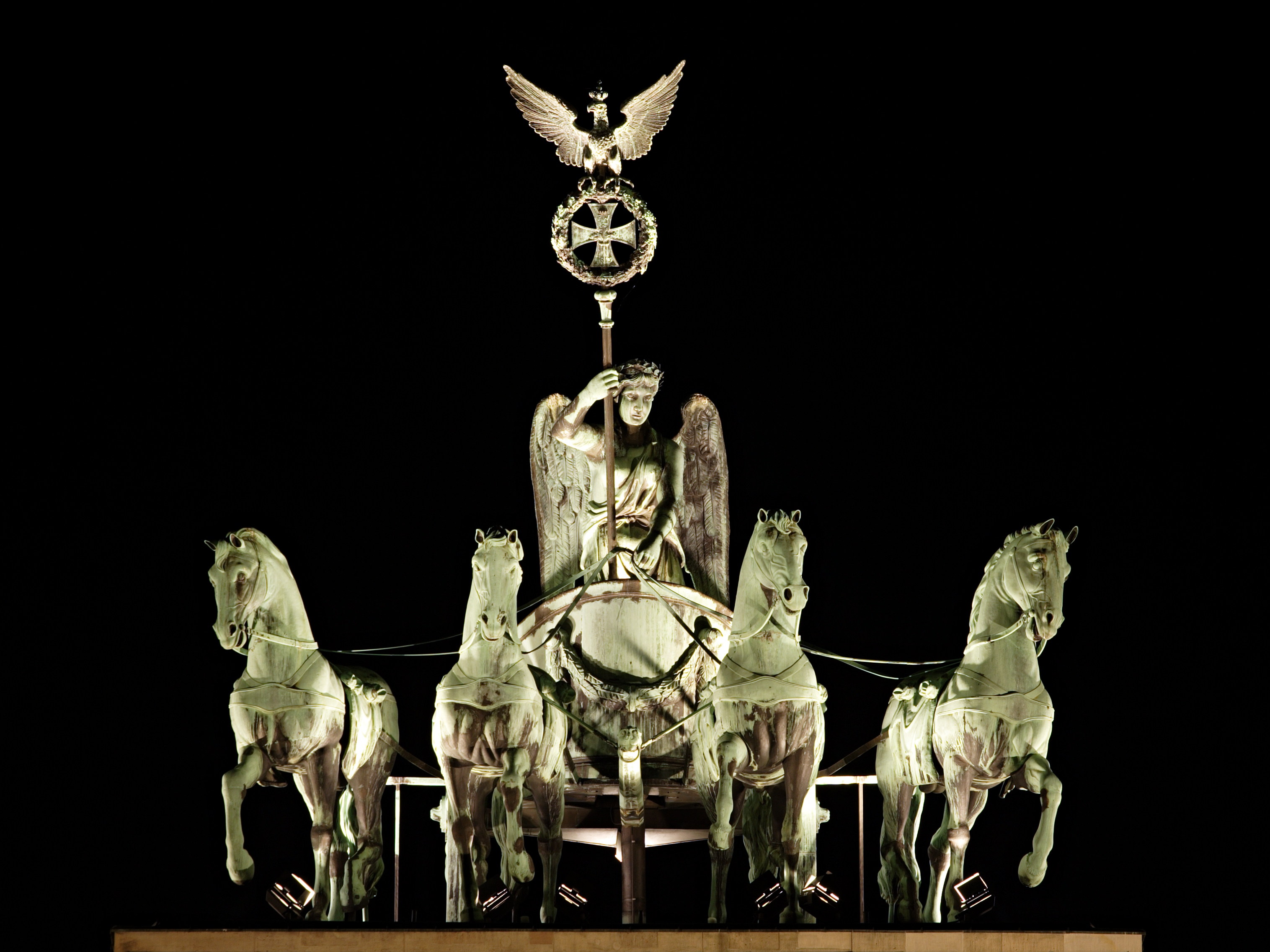
Quadriga im Zustand von 2006 bei nächtlicher Anstrahlung. Auf einem Vierergespann bringt Siegesgöttin Viktoria den Frieden in die Stadt.

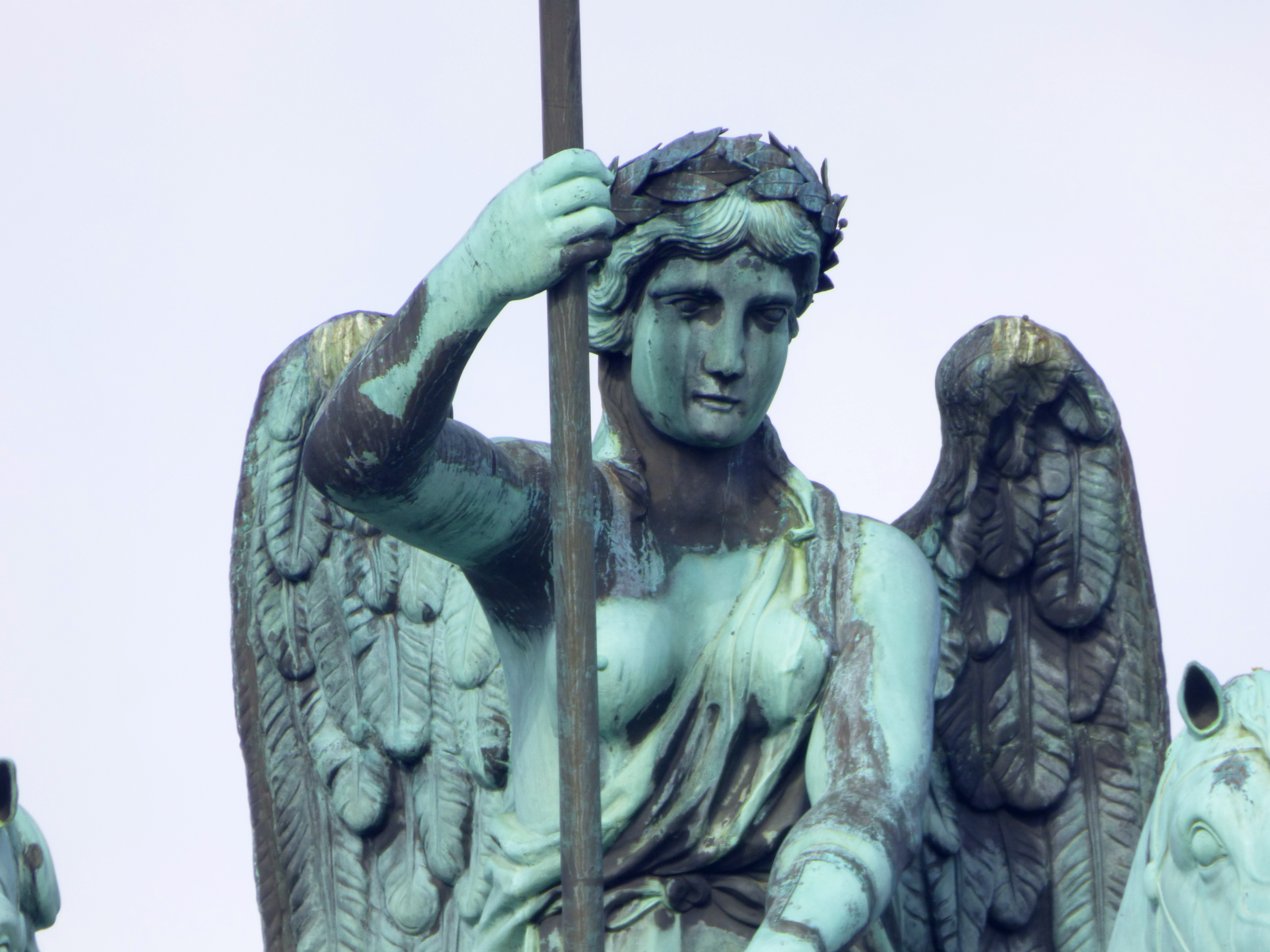
Detail der Victoria

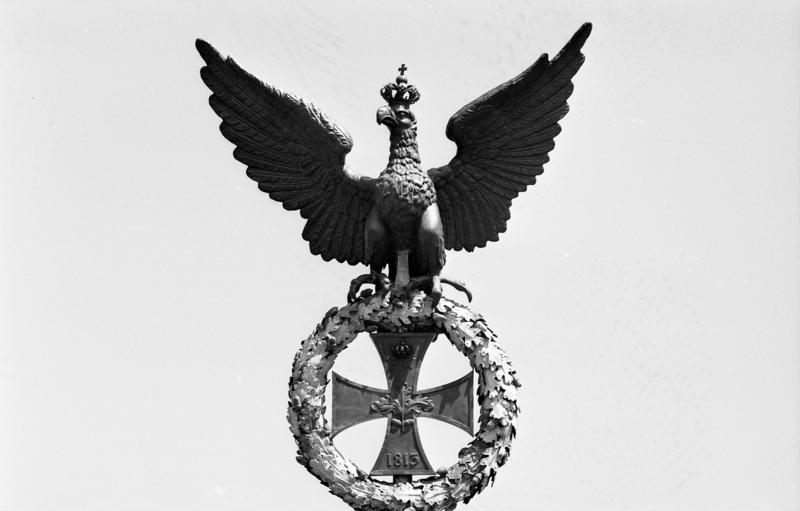
Von Schinkel entworfenes Siegeszeichen nach Restaurierung im Jahr 1991

Die Quadriga ist das künstlerische Hauptschmuckwerk des Brandenburger Tores, das bereits von Langhans bei der architektonischen Ausarbeitung vorgesehen wurde. Als Vorbild diente ihm wahrscheinlich das Mausoleum von Halikarnassos – eines der Sieben Weltwunder. Mit dem Einzug der (römischen) Siegesgöttin Victoria im Streitwagen sollte der Einzug des Friedens nach Berlin dargestellt werden. Bereits im ältesten bekannten Besprechungsprotokoll über die Gestaltung der Quadriga vom 13. März 1789 wird die Göttin Victoria namentlich erwähnt: „[Es] wurde beschlossen, daß von Hr. Schadow ein Modell […] zu fertigen sey, welches die Maaße einer Gruppe von 4 Pferde und einem Wagen nebst der Victoria deutlich ausdrückte.“ Auch während der Bauphase fand keine Umdeutung der römischen Siegesgöttin statt und der Klempnermeister Koehler erhielt seine Bezahlung ab 1791 „für die kupferne Figur Victoria“. Andere Deutungen als griechische Siegesgöttin Nike oder griechische Friedensgöttin Eirene sind nicht zeitgenössisch belegt und entsprechen nicht dem aktuellen Forschungsstand. Zitha Pöthe schreibt in ihrer 2014 veröffentlichten Dissertation: „Es ist zu untersuchen, warum eine Siegesgöttin die Triumphalquadriga schmückte und nicht eine Friedensgöttin […]. Unwahrscheinlich ist, dass der Wahl eine rein ästhetische Entscheidung zugrunde lag; der prägnante visuelle Unterschied zwischen beiden ist die Darstellung von Schwingen am Rücken der Victoria. Viel mehr wird es ihre Verwendung in der Antike gewesen sein, die Victoria den repräsentativen Platz auf dem Brandenburger Tor sicherte“ und „Victoria konnte als Symbol nahtlos in die Bildsprache des Absolutismus eingegliedert werden. Sie diente Friedrich Wilhelm folglich als […] Legitimierung der eigenen Militäraktion im Herbst 1787 und der anschließenden Bündnispolitik, die eine Friedensabsicht verfolgte.“ Ebenso finden sich bis zum Ende des 19. Jahrhunderts auch in reputablen Veröffentlichungen Aussagen darüber, dass die Quadriga anfangs andersherum, also mit Blickrichtung nach Charlottenburg, gestanden hätte. Emil von Siefart hat dies 1912 ausführlich widerlegt.
Am 13. März 1789 fand unter Leitung von Langhans eine Konferenz zur Bestimmung der Ausführung der Quadriga („Char de Triomph“), die auf dem Tor aufgestellt werden sollte, statt. Zugegen waren unter anderem der Bildhauer Johann Gottfried Schadow, der wie Langhans beim Oberhofbauamt angestellt war, und Kupferschmied Emanuel Jury. Es wurde beschlossen, dass Schadow ein Modell der Quadriga im Maßstab 1:8 anfertigen sollte. Die Pferde sollten im Original etwa 10 Fuß (3,15 m) hoch sein. Von dem Schadow’schen Modell sollte dann ein Holzmodell in Originalgröße gefertigt werden. Jury hatte die Aufgabe, das Holzmodell in eine Fassung aus Kupfer zu übertragen. Um die Herstellung der Pferde zu vereinfachen, wurde beschlossen, nur zwei Pferde in unterschiedlichen Stellungen, aber vier verschiedene Kopfhaltungen anzufertigen. Die Anfertigung der Holzmodelle wurde an die Bildhauer Johann Christoph Wohler (1748–1799) und Michael Christoph Wohler (1754–1802), Brüder aus Potsdam, vergeben. Bereits während der Ausarbeitung der Holzmodelle legte die Akademie der bildenden Künste veränderte Proportionen der Quadriga fest, nach denen die Pferde nun 12 Fuß (3,77 m) hoch werden sollten.
Da 1791 der Fortschritt an der Quadriga dem Oberhofbauamt nicht genügte, wurde Jury gedrängt, die Fassung der Victoria in Kupfer an den Potsdamer Klempnermeister Koehler zu vergeben, der bereits in Berlin die Figur auf dem Französischen Dom und in Charlottenburg eine Figurengruppe auf dem Belvedere hergestellt hatte.
Mitte 1793 wurde die Quadriga auf das Tor gebracht und dort verankert. Zu diesem Zeitpunkt war immer noch nicht endgültig geklärt, ob die Quadriga kupfern bleiben oder vergoldet werden sollte. Für eine eventuelle Vergoldung war bereits die Oberfläche der Quadriga ermittelt worden (2276 Quadratfuß = 223 Quadratmeter). Die Akademie der bildenden Künste empfahl die Quadriga nicht zu vergolden, und so entschied dann auch am 11. Juli 1793 Friedrich Wilhelm II.
Nach der Aufstellung der Quadriga wurden noch zwei Änderungen beschlossen. Ursprünglich bestand das von der Victoria getragene Siegeszeichen „aus einem an einem Speere befestigten Helm, Panzer und zwei Schilden.“ Da das Siegeszeichen aus der Ferne jedoch eher wie eine Laterne ausgesehen haben soll, ließ Schadow als Ersatz in Anlehnung an eine römische Aquila eine Stange mit Eichenkranz und Adler fertigen. Ebenfalls relativ kurzfristig wurde auf Anregung von Schadow beschlossen, dass die Victoria mit einem „fliegenden Gewand“ auszustatten sei, da „sie von hinten so steif und kahl aussähe“.
Nach dem Vierten Koalitionskrieg wurde das Siegeszeichen 1814 durch einen Entwurf von Karl Friedrich Schinkel ersetzt. Die Stange war nun gekrönt von einem Eichenkranz, der ein Eisernes Kreuz umschloss und auf dem ein gekrönter Adler mit ausgebreiteten Schwingen saß. Der Grund für die Neufassung des Siegeszeichens ist nicht restlos geklärt. Möglicherweise wurde das alte Siegeszeichen 1806 bei einem Sturm vom Tor geweht und zerstört und erst nach dem Krieg ersetzt.
1942 wurde eine Schutzabformung von den Pferden und der Siegesgöttin erstellt. Aus diesen Formen wurden ab 1957 Modelle gefertigt, mit deren Hilfe eine Nachbildung der Quadriga als Kupfertreibarbeit hergestellt werden konnte. 1958 wurde die Rekonstruktion nach schwierigen Verhandlungen zwischen Ost und West auf dem Brandenburger Tor aufgestellt. Von der ursprünglichen Quadriga ist nur noch ein Pferdekopf vorhanden; er befindet sich im Märkischen Museum.
2020 bündelten der Kunstbeirat des Deutschen Bundestages, die Gipsformerei der Staatlichen Museen zu Berlin und das Landesdenkmalamt Berlin ihre Kräfte zu einem gemeinsamen Projekt: Alle noch vorhandenen Gipsabgüsse der Quadriga werden ab 30. Oktober 2020 im Mauer-Mahnmal des Deutschen Bundestages in einer offenen Schau-Werkstatt im Marie-Elisabeth-Lüders-Haus des Deutschen Bundestags zusammengeführt, dokumentiert, restauriert und zusammengesetzt.

### Attikarelief

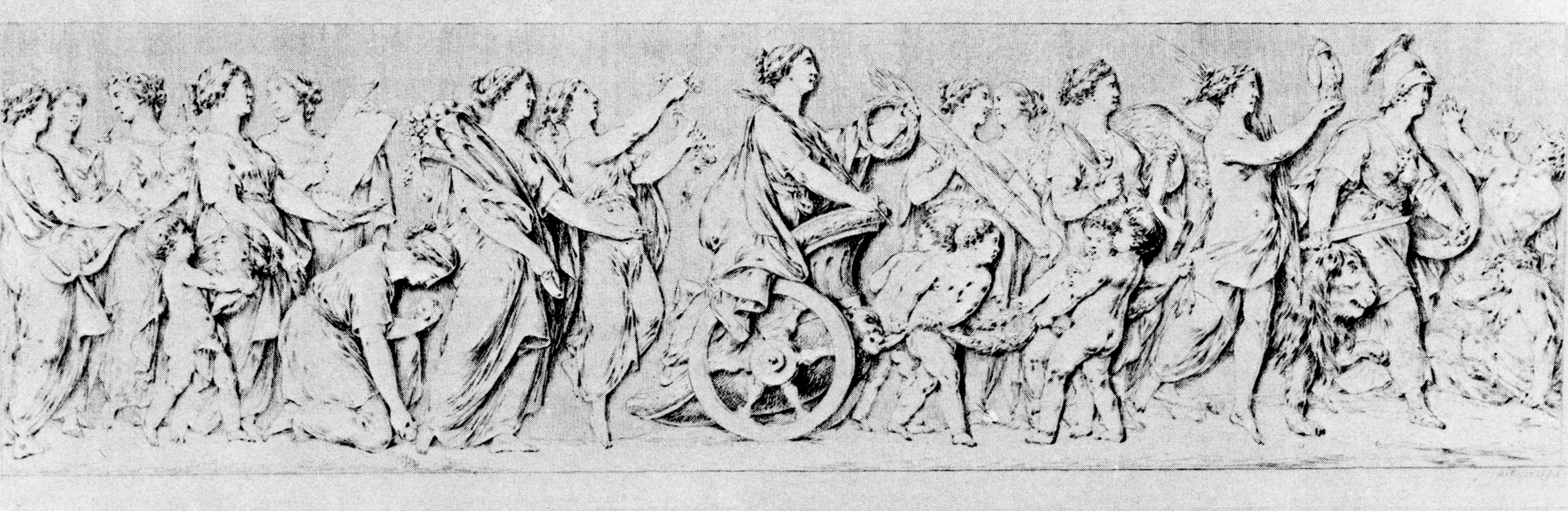
Entwurf für das Attikarelief von Bernhard Rode

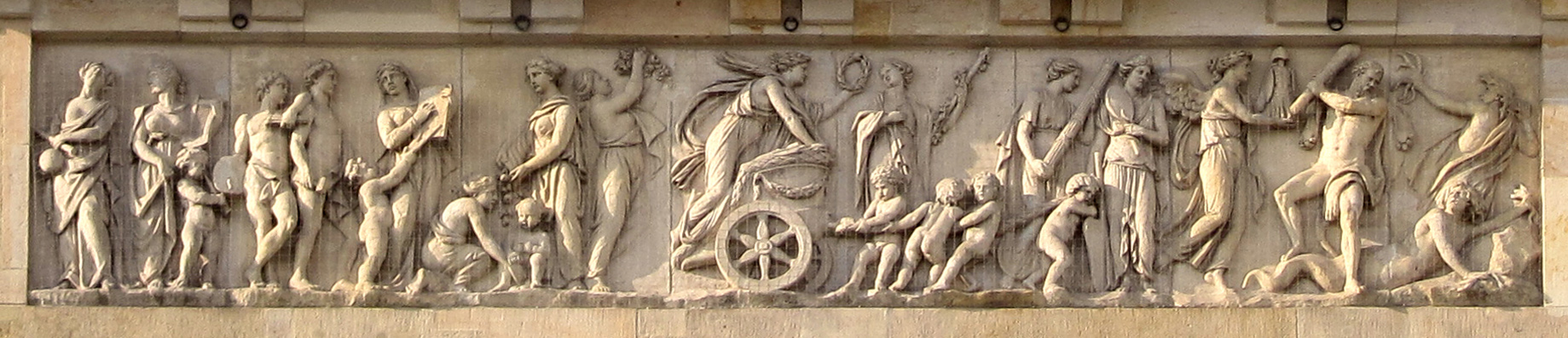
Ausgeführtes Attikarelief

Unterhalb der Quadriga befindet sich auf der Berlin zugewandten Seite des Tores ein großes aus Sandstein gefertigtes Relief in der Attika. Die Vorgabe von Langhans war ein Relief, das „den Schutz der gerechten Waffen, welchen sie der Unschuld leisten“ zeigen sollte. Den Entwurf hierfür führte 1791 Bernhard Rode aus. Schadow fertigte auf dieser Grundlage ein Modell. Mit der Ausführung wurden die Bildhauer Conrad Nicolaus Boy und Christian Unger betraut. Schadow erläuterte in einem Brief vom August 1791 die Bedeutung des Reliefs und beschreibt die dargestellten Figuren:

„Der Entwurf zu dem in der Attique des Brandenburger-Thores zu placierenden Basreliefs stellet in einer Reihe von Figuren die Folgen der Tapferkeit dar.
Hercules als das älteste Bild der Tapferkeit verscheucht die Zwietracht, mit Schlangenhaaren und tötet den Neid und andere Ungeheuer.
Die Siegesgöttin reicht ihm Trophäen und Palmen hin.
Die Staatsklugheit steht bei ihr, sie hält den mit der Schlange umwundenen Spiegel in der Hand.
Auf einen Wagen von Genien gezogen kommt die Göttin des Friedens mit dem Oelzweige und dem Lorbeerkranz, ihr folgt Comus der Gott der Freude.
Und die Göttin des Ueberflusses, die ihr Füllhorn dem Volke ausschüttet.
Die Baukunst als die älteste der schönen Künste ist als Matrone gekleidet, sie zeigt zwei Jünglinge, der Mahlerei und Bildhauerei einen Plan, ein junger lehr begieriger Genius steht bei ihr.
Hierauf folgt die Muse der Tonkunst und Urania, die Göttin der Weisheit.“

Da sich das Relief komplett auf die griechische Mythologie bezieht, handelt es sich bei der erwähnten Siegesgöttin um Nike, bei der Friedensgöttin um Eirene und bei der Göttin des Überflusses um Euporia.
Bernhard Rode beschrieb inhaltlich identisch die Figuren. Aus seiner Beschreibung geht zusätzlich hervor, dass direkt vor dem Triumphwagen mit der Friedensgöttin die Eintracht und die Freundschaft gehen.
Ursprünglich war auch an der Außenseite des Tores ein Attikarelief geplant. Dieses sollte Bezug auf das innerseitige Relief nehmen und zeigen, wie durch die „gerechten Waffen […] sieben zerstreute Pfeile, wiederum zu eins gebunden werden.“ Mit diesem Relief wäre ganz deutlich auf das Eingreifen Preußens in den niederländischen Konflikt Bezug genommen worden. Die sieben verstreuten Pfeile hätten die sieben niederländischen Provinzen dargestellt, die durch Friedrich Wilhelm II. und seine Schwester Wilhelmina wieder vereint worden waren. Warum das Relief nicht ausgeführt wurde, ist nicht bekannt. Die Stelle an der Außenseite des Tores ist bis heute leer.

### Metopen-Triglyphen-Friese
Die Metopen-Triglyphen-Friese befinden sich sowohl auf der Ost- als auch auf der Westseite am Gebälk des Tores und bestehen aus jeweils 16 etwa einen Quadratmeter großen quadratischen Reliefs. Die Metopenreliefs auf der Westseite sind der einzige Schmuck an der Außenseite des Tores.
Das Thema der Reliefs, die „den Streit der Centauren mit den Lapithen“ zeigen, war von Langhans festgelegt worden und orientierte sich am Metopen-Triglyphen-Fries an der Südseite des Parthenon. Die dort vorhandenen 32 Reliefs wurden zu je 16 auf beide Seiten des Tores verteilt. Der Streit zwischen Kentauren und Lapithen entstand, als auf der Hochzeit des Lapithenkönigs Peirithoos die als Gäste geladenen Kentauren sich an der Braut Hippodameia zu vergehen versuchten. Es kam zum Kampf (Kentauromachie), in dessen Verlauf die Lapithen, auch dank der Unterstützung des mit Peirithoos befreundeten Theseus, die Oberhand behielten. Seit der Antike gilt dieser Kampf als Parabel für den Angriff der Barbarei auf die Zivilisation, die letztendlich über die Barbarei triumphiert. Am Brandenburger Tor sollten die Reliefs eine Allegorie auf die von dem Hause Brandenburg gegen andere Völker geführten Kriege sein.
Die Metopen auf der Westseite des Tores wurden nach Modellen von Schadow angefertigt. Für die östlichen Metopen war der Bildhauer Johannes Eckstein aus Potsdam verantwortlich. Die ersten Metopen waren Ende 1789 fertiggestellt.

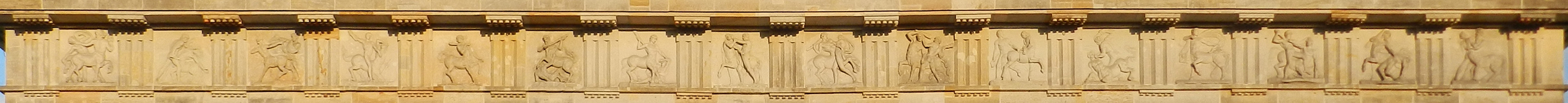
Metopen-Triglyphen-Fries auf der Westseite des Tores

### Reliefs der Durchgänge

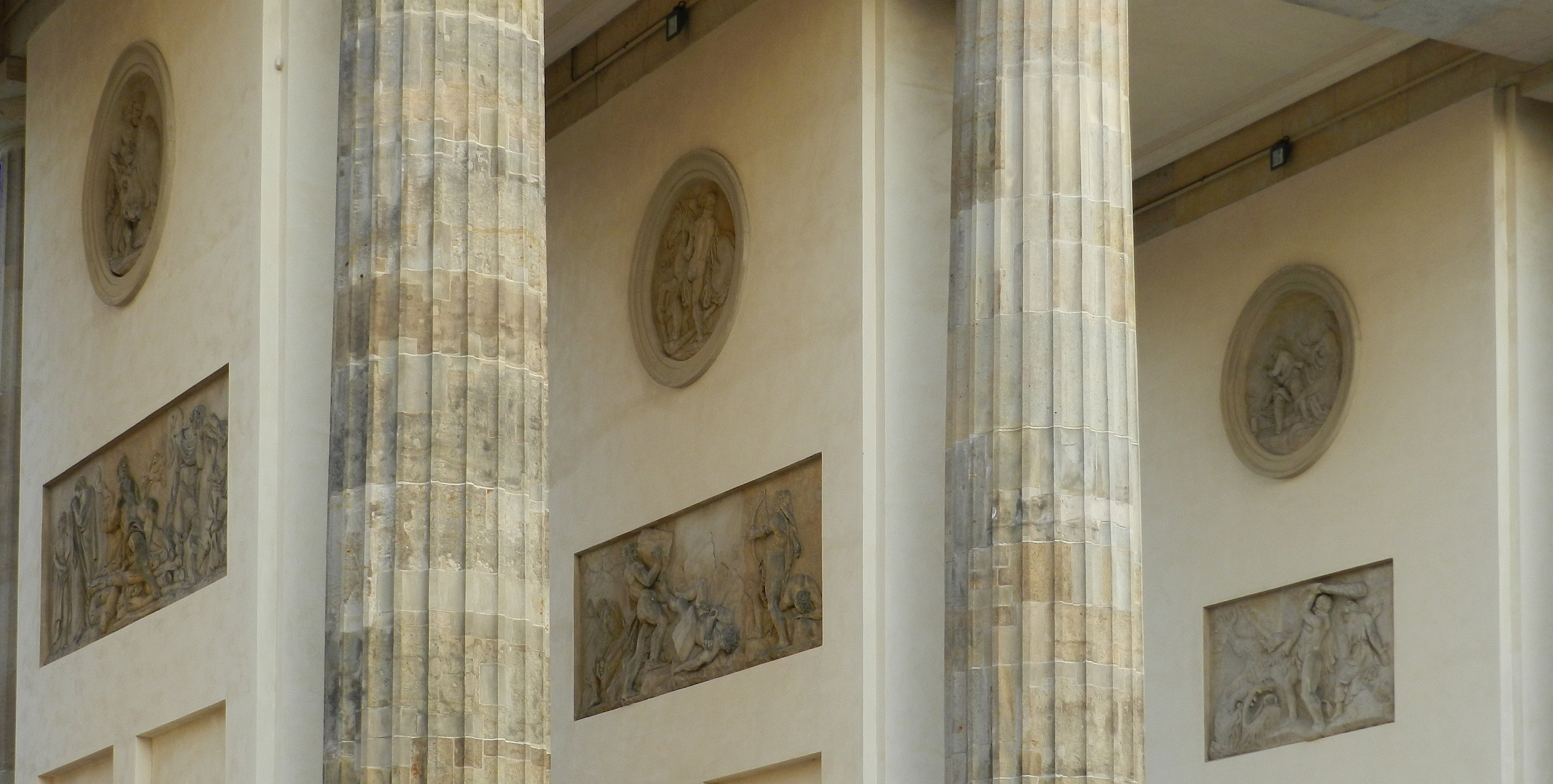
Durchgänge mit den Reliefs in unterschiedlicher Form und Größe

Erst etwa zum Zeitpunkt der Eröffnung des Tores im Jahre 1791 beriet eine Kommission, der unter anderem Langhans und Schadow angehörten, über die Ausschmückung des Tores mit Reliefs. Es wurde beschlossen, die fünf Durchgänge je Seite mit zwei Reliefs, also in Summe mit 20 Reliefs, auszuschmücken. Schadow kritisierte die Reliefs später als „Basreliefs in den 5 Durchgängen die aber Niemand sehen kann“. Als Thema für die Durchgangsreliefs wurde die Herkulessage ausgewählt. Die Kräfte und Heldentaten von Herkules sollen als Allegorie auf die Taten Friedrichs des Großen dienen. Im März 1792 wurden die Aufträge für die Reliefs an die Bildhauer Emanuel Bardou, Heinrich Bettkober, Conrad Nicolaus Boy, Johann Eckstein, Johann Daniel Meltzer, Christian Räntz, Johann Christoph Wohler, Michael Christoph Wohler, Christian Unger und den Sohn des Bildhauers Wilhelm Christian Meyer vergeben. Die Entwürfe zeichnete wiederum Bernhard Rode, der schon das Attikarelief entworfen hatte. Die Bildhauer hatten zuerst jeweils Modelle zu fertigen, die Schadow vorzulegen waren, bevor die eigentlichen Arbeiten ausgeführt wurden.
Die Reliefs zeigen folgende Szenen (von Süd nach Nord):
- Herkules im Kampf mit einem Giganten (oben).
- Herkules als Jüngling am Scheideweg mit Minerva auf den Tempel des Ruhms zeigend. Hinter beiden liegt Venus (unten).
- Herkules bezwingt einen Giganten (oben).
- Herkules in der Unterwelt. Herkules besteigt mit Alkestis, die er an die Oberwelt zurückführen will, den Nachen des Fährmanns Charon. Pluton mit Gattin Persephone sehen ihnen nach. Unter deren Thron liegt Cerberus (unten).
- Herkules erlegt die stymphalischen Vögel (oben).
- Herkules sprengt seine Fesseln und tötet den grausamen ägyptischen König Busiris (unten).
- Herkules tötet den Nemeischen Löwen (oben).
- Herkules tötet den Kentauren Nessos, der Deïaneira in den Armen trägt (unten).
- Herkules erwürgt als Knabe die von Hera gesandten Schlangen (oben).
- Herkules rettet Hesione vor dem Meerungeheuer (unten).
- Herkules tötet den Drachen Ladon und raubt die Äpfel der Hesperiden (oben).
- Herkules im Kampf mit den Kentauren (unten).
- Herkules führt die Rosse des Diomedes nach Mykenä (oben).
- Herkules unterstützt die olympischen Götter im Kampf gegen die Giganten (unten).
- Herkules tötet die Hydra von Lerna (oben).
- Herkules im von Deïaneira übersandten Gewand (unten).
- Herkules bändigt den kretischen Stier (oben).
- Der Tod des Herkules auf dem Scheiterhaufen. Seine Freunde beklagen ihn, Philoktetes mit der Fackel in der Hand (unten).
- Herkules erdrückt den Riesen Antaios (oben).
- Herkules wird in den Olymp aufgenommen. Merkur, neben Minerva stehend, schmückt Herkules mit einem Lorbeerkranz. Juno reicht ihm eine Schale und Jupiter heißt ihn willkommen (unten).

### Mars und Minerva

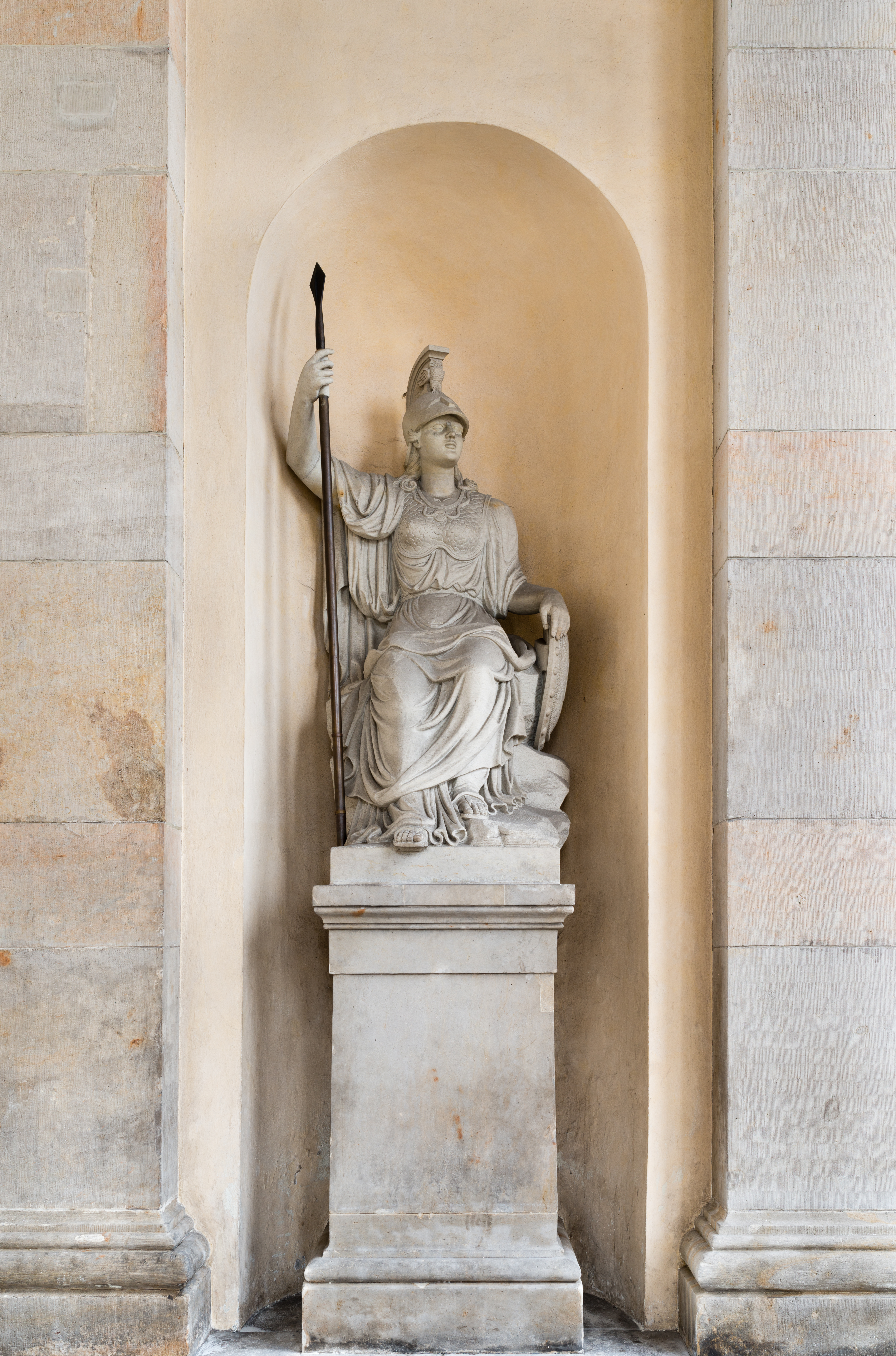
Minerva-Statue, nördlich des Tores

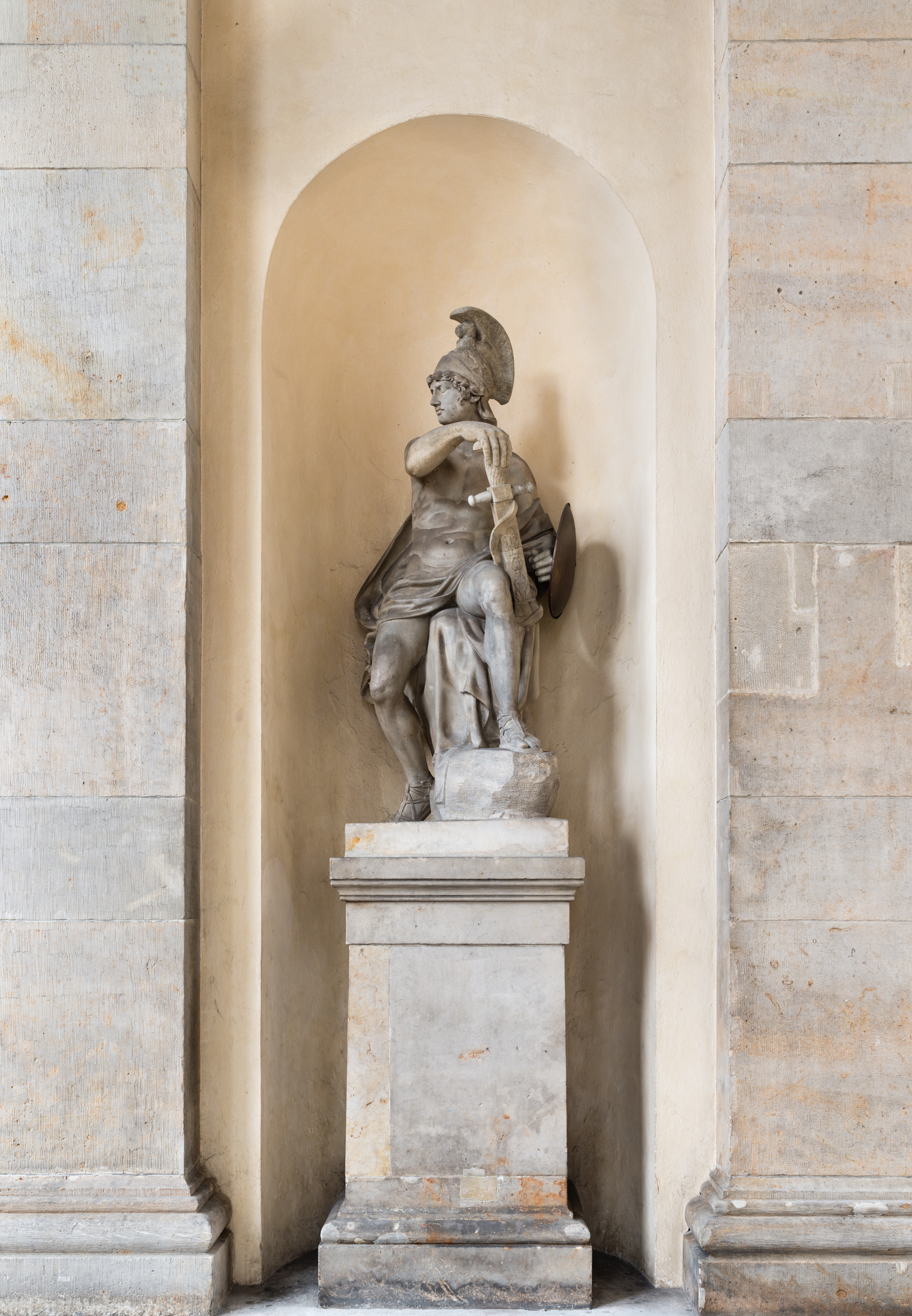
Mars-Statue, an der Südflanke des Tores

In den Außenwänden des Tores, den beiden 1868 errichteten Säulenhallen zugewandt, befinden sich Nischen, in denen Skulpturen von Mars (Südseite) und Minerva (Nordseite) aufgestellt sind.
Ursprünglich wurden die beiden Skulpturen deutlich sichtbarer präsentiert. Sie befanden sich mit ihren Nischen in den Mauerstücken, die das Tor mit den Remisen hinter den Flügelbauten verbanden. Optisch standen sie in der Hauptansicht somit zwischen dem Tor und den Flügelbauten.
Im März 1792 war über die Aufstellung von zwei Skulpturen in Nischen beidseits neben dem Tor bereits entschieden, jedoch war die Darstellung noch nicht festgelegt. Schadow schlug vor, den Fleiß und die Wachsamkeit als Statuen darzustellen. Alternativ schlug er die Darstellung von Berlin und Preußen vor. Die Akademie der Künste entschied jedoch, dass Mars und Minerva abzubilden seien. Schadow lieferte im September 1792 hierfür Skizzen und Modelle. Den römischen Kriegsgottes Mars stellte er sitzend, das Schwert in die Scheide steckend dar. Minerva, die Göttin der Weisheit und Beschützerin der Stadttore und Türen, sitzt ebenfalls, den Arm auf dem Schild abgelegt und den Speer in der Hand. Im März 1793 erklärte sich die Akademie der Künste mit Schadows Entwürfen einverstanden und verfügte, dass die Bildhauer Johann David Meltzer und Conrad Nicolaus Boy die Statuen in Sandstein ausführen sollen. Meltzer fertigte die Minerva-Statue und Boy sollte die des Mars herstellen. Da Boy jedoch im Mai 1793 verstarb, fertigte Schadow selbst das Modell des Mars. Die Ausführung in Sandstein wurde dann dem Bildhauer Karl Wichmann übertragen. Im Juli 1794 wurden die Statuen aufgestellt.
Die Minerva-Statue wurde im Zweiten Weltkrieg zerstört und zwischen 1951 und 1952 durch eine Kopie des Bildhauerkollektivs Kranolda ersetzt.

## Malerei

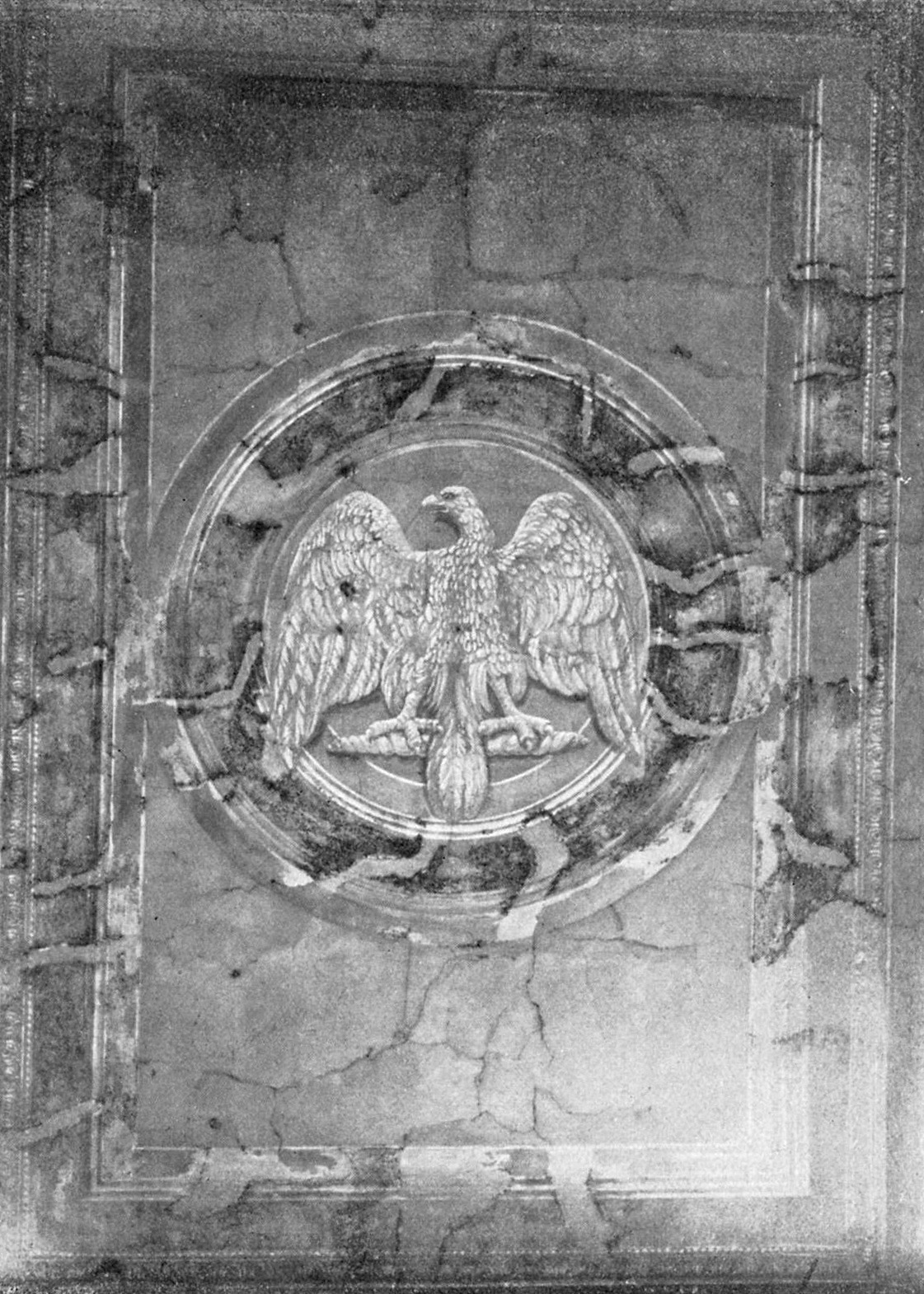
Deckenmalerei der mittleren Durchfahrt von 1841 kurz vor der Beseitigung, 1926

Ursprünglich waren die Decken der Durchgänge des Tores mit Deckenmalereien geschmückt. Diese stellten Trophäen dar und waren grau in grau gemalt. Ausgeführt und entworfen wurden die Arbeiten von Bernhard Rode. Von Süd nach Nord waren folgende Malereien zu sehen:
- eine kriegerische Trophäe, als Zeichen für Heldenmut und Stärke,
- die Leier des Herkules neben seiner mit Lorbeer umschlungenen Keule, als Zeichen für die Vereinigung von Tapferkeit und Tonkunst,
- das Schild der Minerva mit einem Medusenkopf, als Zeichen für die Künste,
- zwei verschlungene Füllhörner mit einem Merkurstab, als Zeichen für Einigkeit und Überfluss,
- ein Adler mit Ölkranz, als Zeichen für den Frieden.

Die ursprünglichen Deckengemälde wurden 1841 durch ornamentale Dekorationsmalereien ersetzt. Hierbei zeigte ein rundes Mittelfeld in der Mitteldurchfahrt einen Adler und in den vier seitlichen Durchfahrten jeweils Rosetten. Diese Deckenmalereien wurden 1875 durch Gustav Eilers erneuert. Bei der Sanierung 1926/1927 entschied man sich gegen eine nochmalige Erneuerung der Deckenmalereien, da man den Maßstab der Malereien als zu klein gegenüber dem Tor empfand und das kreisförmige Element an der Decke nicht mit den runden Reliefs harmoniere. Die Decken wurde zu dieser Zeit einfarbig hellgrau gestrichen.

## Ausstattung

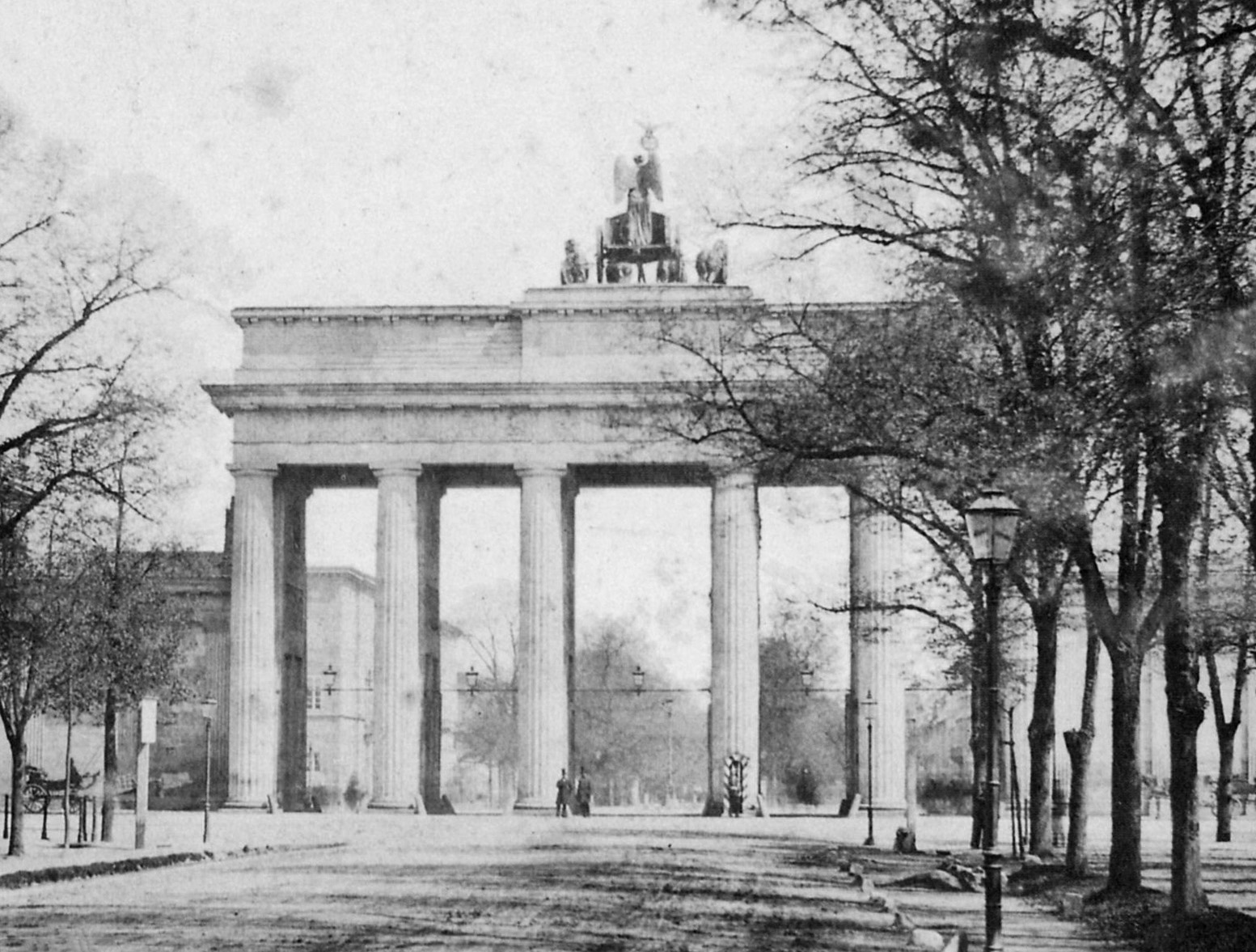
Westansicht des Tores mit Unterstand für den Wachposten und Gasbeleuchtung in den Durchfahrten, um 1860

Neben der Repräsentation hatte das Tor auch eine rein funktionale Aufgabe. So wurde beim Passieren des Tores die Akzise erhoben und darüber gewacht, wer die Stadt betritt und verlässt. Die Wache hatte auch die Aufgabe, Soldaten an der Desertion zu hindern. Der südliche Flügelbau diente als Unterkunft für die Wache, die Steuerbehörde residierte im nördlichen Flügelbau.
Die Durchfahrten des Tores waren, bis auf die mittlere Durchfahrt jeweils mit zwei Toren bestehend jeweils aus zwei Torflügeln verschließbar. Hierbei handelte es sich um jeweils ein Holztor und ein Gittertor. Die Holztore waren nur nachts verschlossen, um tagsüber die Sicht durch das Tor auf den Tiergarten nicht zu beeinträchtigen. Aus ebendiesem Grund, hatten die Gittertore einen relativ großen Gitterabstand von 5 Zoll. Die mittlere Durchfahrt war nur mit einem Holztor ausgestattet. Diese Durchfahrt war im Regelfall den „Equipagen des Hofes“ vorbehalten und auf der Außenseite des Tores befand sich ein Wachstand, um die Durchfahrt zu sichern. In den gemauerten Wänden des Tores waren Nischen für die Tore ausgespart, sodass diese im geöffneten Zustand nicht vorstanden. Diese Nischen sind noch in den Tordurchfahrten vorhanden. In das große Holztor der mittleren Durchfahrt war eine kleinere Pforte eingeschnitten worden, um nachts nicht zwei Tore öffnen zu müssen. Die schweren Tore machten von Anfang an Schwierigkeiten. Bereits 1795 waren die Holztore reparaturbedürftig und das große Holztor der mittleren Durchfahrt war so windschief geworden, dass es nicht mehr verschlossen werden konnte. Die eisernen Torflügel wurden 1840 endgültig abgeschafft, nachdem sie zuvor schon einige Jahre nicht mehr genutzt worden waren. Die hölzernen Tore wurden mit der Stadterweiterung von 1861 überflüssig und abgebaut.
Ab der Errichtung des Tores war dieses auch mit Gaslaternen ausgestattet.

## Geschichte

### Die Quadriga in Paris

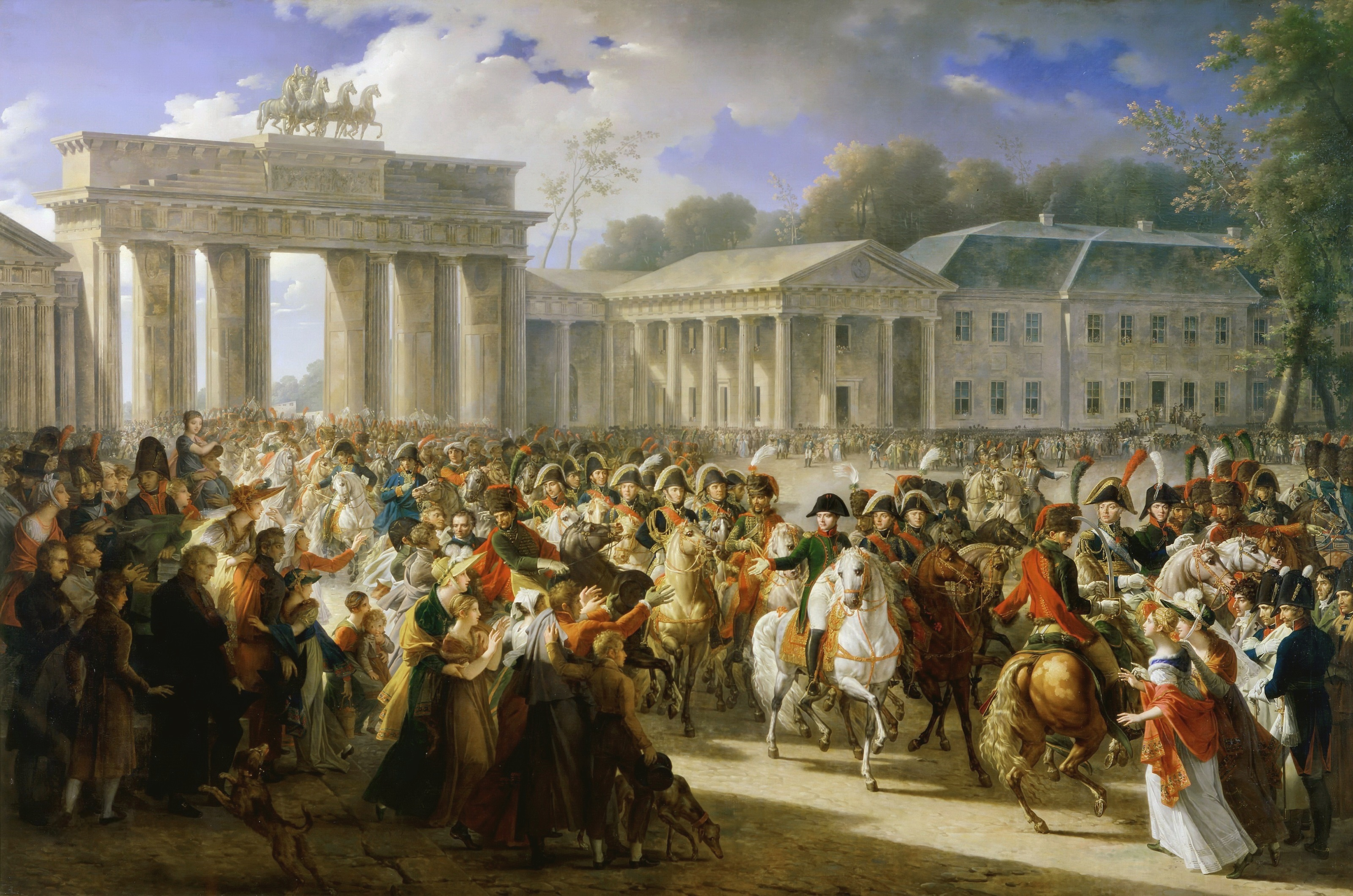
Einzug Napoleons in Berlin am 27. Oktober 1806,
Gemälde von Charles Meynier, 1810

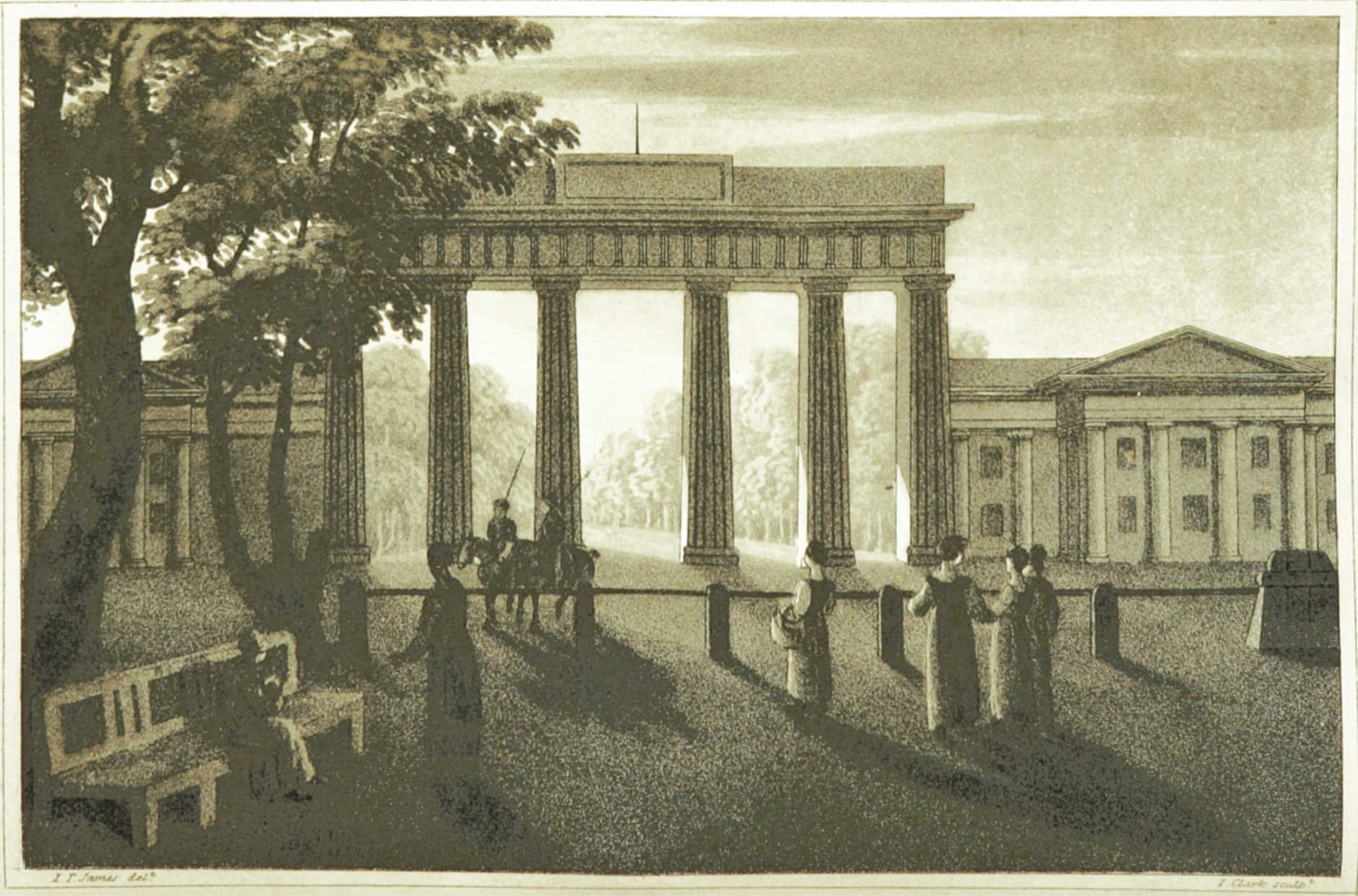
Platzansicht ohne Quadriga, 1813

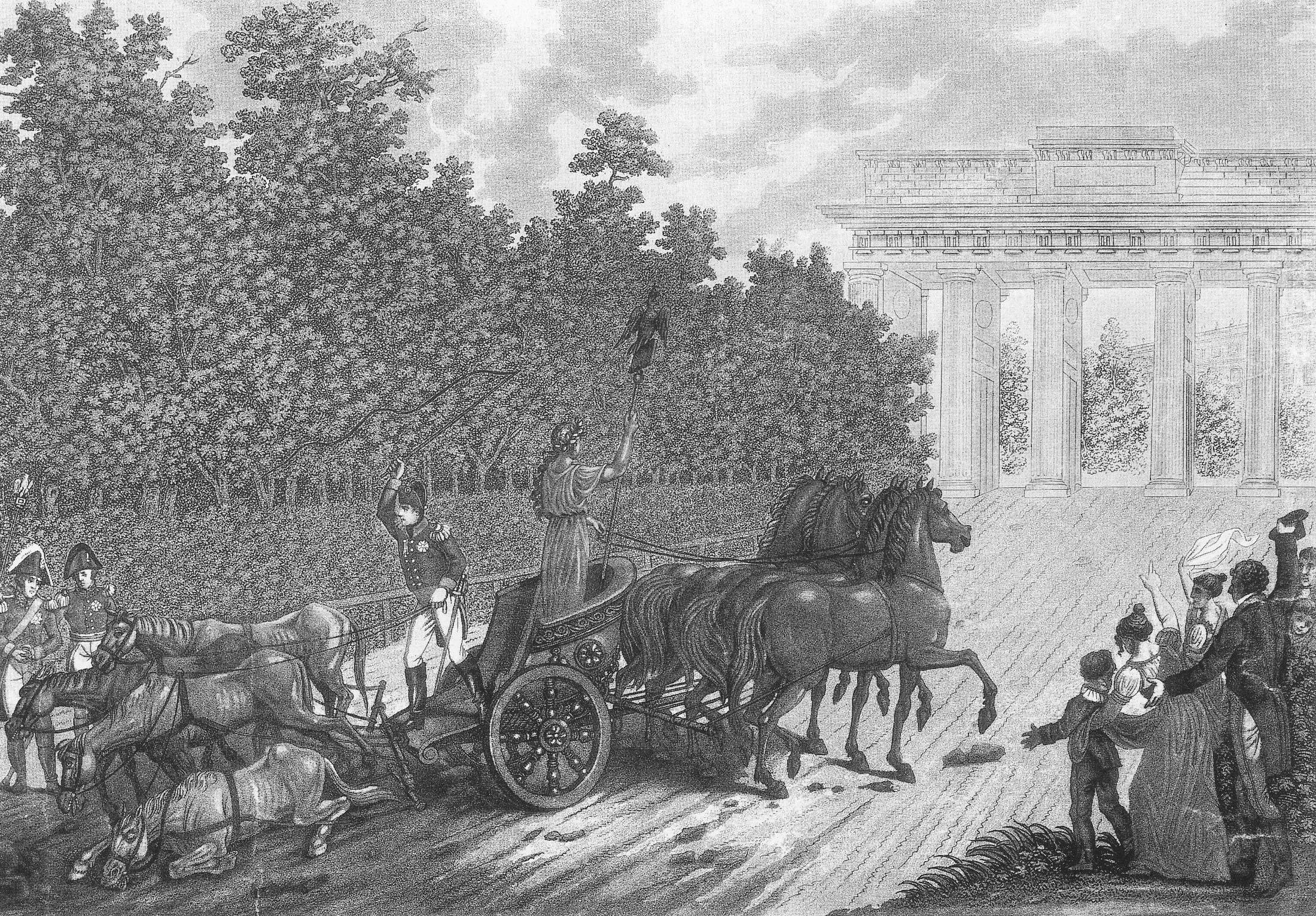
Karikatur auf die Niederlage Napoleons und die Rückführung der Quadriga

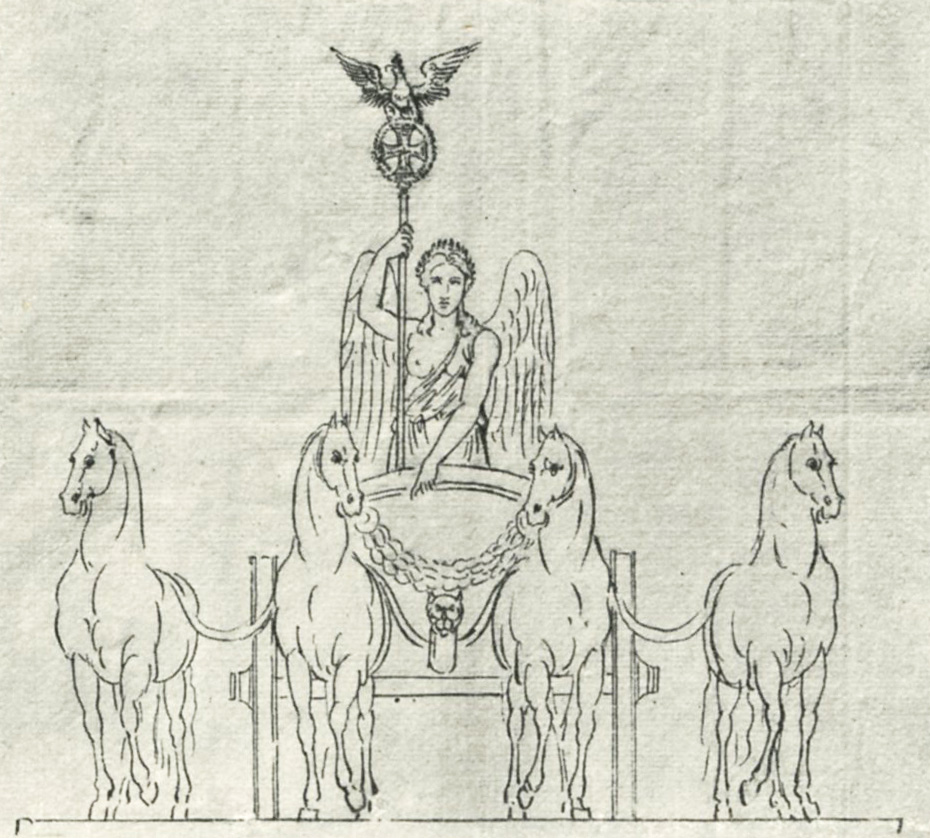
Schinkels Skizze der Quadriga mit dem neuen Siegeszeichen

Nachdem die Preußische Armee im Vierten Koalitionskrieg gegen Frankreich in den Schlachten bei Jena und Auerstädt geschlagen worden war, zog Napoleon mit seinen Truppen am 27. Oktober 1806 durch das Brandenburger Tor nach Berlin ein. Napoleon wurde begleitet von Dominique-Vivant Denon, der in dessen Auftrag in den eroberten Gebieten Kunstschätze für das Musée Napoléon, den heutigen Louvre, zusammentrug. Auf Weisung Napoleons wurde unter Aufsicht Denons die Quadriga Anfang Dezember 1806 vom Brandenburger Tor genommen und als Trophäe nach Paris geschickt. Hierzu wurde sie zerlegt, in zwölf Kisten verpackt und ging am 21. Dezember 1806 auf Reise nach Frankreich. Zunächst ging es auf dem Wasserweg nach Hamburg, von dort mit dem Schiff über die Nordsee. Danach wurde die Quadriga über den Rhein transportiert und gelangte über französische Kanäle nach Paris, wo sie am 17. Mai 1807 im Hafen Saint-Nicolas eintraf. Ursprünglich wollte Napoleon die Quadriga auf einem neu zu erbauenden Triumphbogen aufstellen lassen. Später verfügte er die Aufstellung auf der Porte Saint-Denis. Durch Abbau, Zerlegung und Transport waren zahlreiche Beschädigungen entstanden, so dass die Quadriga in Paris zuerst restauriert werden musste. Hierzu wurden die Einzelteile der Quadriga in den Louvre gebracht und in der dortigen Orangerie aufgestellt. Die Arbeiten führte der Kupferschmied und Ziseleur des Louvre, Christian Caulers durch. Als im Herbst die Orangerie wieder für die Orangenbäume benötigt wurde, verlegte man die Quadriga in das Hôtel des Menus-Plaisirs. Nach Abschluss der Restaurierung wurde die Quadriga im Juni 1808 wieder zurück in den Louvre gebracht und dort ausgestellt. Zum Aufbau auf der Porte Saint-Denis kam es nicht mehr.
In Preußen wurde die Verbringung der Quadriga als „bittere Schmach und Hohn“ empfunden. Nach der Demontage verblieb auf dem Brandenburger Tor nur das senkrecht stehende Befestigungseisen der Viktoria zurück, das wie ein Stachel auf dem Tor wirkte. Mehr als das Fehlen der Quadriga selbst erinnerte dieser „Stachel“ die Berliner an die aus ihrer Sicht erlittene Demütigung.
Nach den gewonnenen Befreiungskriegen marschierte die preußische Armee am 31. März 1814 in Paris ein. Am 4. April meldete der Feldmarschall Gebhard Leberecht von Blücher (laut einer anderen Quelle General-Kriegskommissar Friedrich von Ribbentrop) nach Berlin, dass die Quadriga gefunden sei und der König ihre unverzügliche Rückführung nach Berlin befohlen habe. Die Quadriga wurde in 15 Kisten verpackt und Anfang April 1814 auf dem Landweg über Compiègne, Noyon, La Fère, Saint-Quentin (21. April), Beaumont, Brüssel (4. Mai), Louvain, Tirlemont, Saint-Trond, Lüttich (8. Mai), Aachen (9. Mai), Jülich, Düsseldorf (10. Mai), Elberfeld (12. Mai), Schwelm, Hamm (16. Mai), Bielefeld (20. Mai), Minden (22. Mai), Hannover (24.–27. Mai), Halberstadt (1. Juni), Schönebeck, Magdeburg, Brandenburg/Havel, Werder und Potsdam (8. Juni) zurück nach Berlin geschickt. Der Führer dieses Zuges und der preußischen Geleitmannschaften, Rittmeister von Machui, hat darüber in Soldatenfreunde (im Jahr 1848) berichtet. Da die hochbepackten Wagen in Louvain, Tirlemont, Sint-Truiden und Aachen die Stadttore nicht passieren konnten, sollen diese kurzerhand eingerissen worden sein, wobei diese Aussage zumindest zweifelhaft ist. Auf preußischem Gebiet, also ab Düsseldorf, geriet der von Blücher begleitete Transport zu einem Triumphzug. Die Wagen wurden jubelnd begrüßt und mit Girlanden und patriotischen Inschriften geschmückt. Sie trafen am 9. Juni in Zehlendorf bei Berlin ein. Die Quadriga wurde zur Restaurierung in das Jagdschloss Grunewald gebracht. Die Küche im Ostflügel des Schlosses wurde dafür in eine Schmiede umgebaut.
Mit der Leitung der Wiederaufstellung war der Bauassessor und spätere Baurat Johann Friedrich Moser beauftragt worden. Bereits am 18. April 1814 ließ Moser die Arbeiten am Brandenburger Tor beginnen. In die Decke der mittleren Durchfahrt wurde eine Öffnung geschnitten, um Baumaterial und Werkzeug in das hohle Gebälk des Tores hinaufzuziehen. Weiterhin wurde die bei der Demontage der Quadriga beschädigte Kupferabdeckung des Tores aufgenommen, ein Schutzgitter aufgestellt und im Gebälk eine provisorische Werkstatt eingerichtet, für die dort ein Herd gemauert wurde.
Die Restaurierung der Quadriga dauerte vom 19. Juni bis zum 18. Juli 1814. Durchgeführt wurde sie von Mechanikus Hummel. Einzelne Teile, die neu anzufertigen waren, lieferte wieder Emanuel Jury, der bereits früher Teile der Quadriga angefertigt hatte. Neben der Beseitigung der Transportschäden erhielt auch die Viktoria ein neues Siegeszeichen. Den Entwurf hierfür fertigte Karl Friedrich Schinkel im Auftrag von Friedrich Wilhelm III. an. Der bisherige Lorbeerkranz wurde durch einen Eichenkranz ersetzt, der ein Eisernes Kreuz mit der Jahreszahl ‚1813‘ umschließt. Auf der Basis des Entwurfs fertigte der Berliner Bildhauer Haensch ein Holzmodell an. Da die Zeit bis zum Einzug des Königs durch das Brandenburger Tor nicht mehr ausreichte, um das Siegeszeichen in Kupfer anzufertigen, wurde das Holzmodell mit Ölfarbe gestrichen, das Eiserne Kreuz mit versilberten Messingstreifen eingefasst und an der Viktoria montiert.
In zwei Wagenzügen wurden die Einzelteile der Quadriga in der Zeit vom 24. bis 27. Juni 1814 vom Jagdschloss Grunewald über Charlottenburg zum Brandenburger Tor gefahren, dies wieder unter reger öffentlicher Anteilnahme. Die Teile wurden mit einem Kran auf das Tor befördert, unter einem Zelt von Jury und Hummel zusammengefügt und auf dem Tor befestigt. Am Sonntag, den 7. August 1814 zogen die Truppen feierlich in Berlin ein. An ihrer Spitze ritt König Friedrich Wilhelm III., und beim Erreichen des Tores fielen die die Quadriga verdeckenden Zelthüllen. Das Tor hatte zur Feier des Tages zusätzlich einen Festschmuck erhalten. Die Quadriga war mit zwölf Kandelabern umstellt und mit Laub geschmückt. Abends beleuchteten Feuerschalen die Szenerie.
Restarbeiten an der Quadriga dauerten noch bis zum 10. September 1814. Dazu gehörte die Herstellung des neuen Siegeszeichens in Kupfer. Hummel fertigte das Kreuz und Kupferschmied Thiemann den Adler. Der Kranz besteht aus 169 Eichenblättern in drei verschiedenen Größen und aus 90 Eicheln. Das Eiserne Kreuz war im Feuer schwarz lackiert worden und trug silberplattierte Einfassungen. Für die Berliner war die Quadriga nach ihrer Rückführung im Volksmund die „Retourkutsche“.

### Kaiserzeit und Weimarer Republik

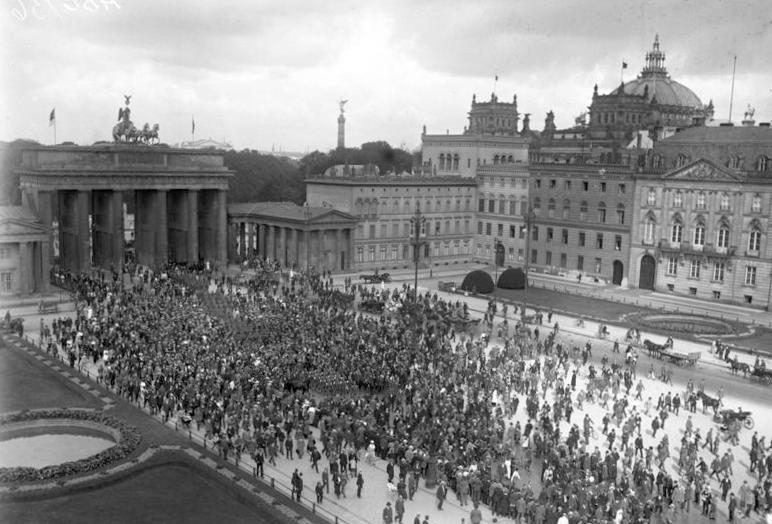
Verfassungsfeier der Weimarer Republik vor dem Brandenburger Tor am 11. August 1923

Das Ende des Deutsch-Französischen Kriegs und die Gründung des Deutschen Reichs wurden am 16. Juni 1871 mit einer pompösen Siegesparade gefeiert, die vom Tempelhofer Feld über das Brandenburger Tor zum Lustgarten verlief.
Bis zur Abdankung Kaiser Wilhelms II. im Jahr 1918 durften nur Mitglieder der kaiserlichen Familie und deren Besucher die mittlere Durchfahrt benutzen.
Aufgrund von Verwitterung und Umweltschäden kam es nach 1900 zunehmend dazu, dass kleinere und größere Steinbrocken vom Tor herabfielen. So begann man 1913 mit umfassenden Sanierungsarbeiten, die durch den Ausbruch des Ersten Weltkriegs unterbrochen werden mussten und erst 1926 zum Abschluss kamen. Inzwischen hatten die Ereignisse der Novemberrevolution zu weiteren erheblichen Schäden, insbesondere an der Quadriga geführt. Die Restaurierungsmaßnahmen unter Leitung von Kurt Kluge erfolgten an Ort und Stelle. Dazu wurde die Quadriga in einem Holzaufbau eingehaust. Die Berliner sprachen vom „höchste(n) Pferdestall Berlins“, unabhängig von Wettereinflüssen konnten so die Arbeiten aber ohne zeitlichen Verzug im Trockenen ausgeführt werden. Die zahlreichen Sandsteinreliefs wurden unter künstlerischer Leitung von Wilhelm Wandschneider, der eine der Kentauren-Metopen in verändertem Motiv neu modellierte, restauriert und teilerneuert.

### Nationalsozialismus und Zweiter Weltkrieg
Am 30. Januar 1933 feierten die Nationalsozialisten mit einem Fackelzug der SA durch das Brandenburger Tor ihre „Machtergreifung“.
Im Rahmen der Umgestaltung Berlins zur sogenannten „Welthauptstadt Germania“ befand sich das Tor auf der Ost-West-Achse. Ein sieben Kilometer langer Abschnitt zwischen Brandenburger Tor und Adolf-Hitler-Platz (heute: Theodor-Heuss-Platz) wurde ausgebaut und 1939 in Betrieb genommen. Beim weiteren Ausbau der Ost-West-Achse, zu dem es nicht mehr gekommen ist, sollten unter anderem die seitlichen Säulenhallen vom Brandenburger Tor abgerückt werden. Der Verkehr wäre dann nicht mehr nur durch, sondern auch um das Tor herumgeführt worden.
Während des Zweiten Weltkriegs wurde das Brandenburger Tor schwer beschädigt, blieb aber stehen. Beide Torhäuser brannten aus, die Quadriga wurde weitgehend zerstört, lediglich ein Pferdekopf, der im Berliner Märkischen Museum ausgestellt ist, blieb erhalten.

### 17. Juni 1953
Im Zusammenhang mit dem Aufstand vom 17. Juni 1953 holten drei Männer auf dem Dach des Brandenburger Tores die Rote Fahne ein und hissten, kurz nach Mittag des 17. Juni 1953, die gemeinsame Fahne Schwarz-Rot-Gold der DDR und der Bundesrepublik. Einer der drei Männer, Wolfgang Panzer, bezahlte diese Aktion wahrscheinlich mit dem Leben und wurde nie mehr gesehen.

### Wiederaufbau und Rekonstruktion der Quadriga nach dem Krieg
Am 21. September 1956 beschloss der Ost-Berliner Magistrat, das einzige erhaltene aber beschädigte ehemalige Stadttor wieder aufzubauen. In der entsprechenden Presseerklärung dazu heißt es konkret: „Wiederherstellung des Brandenburger Tores entsprechend der ursprünglichen städtebaulichen Vorstellung seines Baumeisters Langhans, was bedeutet, daß die Bebauung zu beiden Seiten des Tores Grünflächen weichen und der Verkehr darum herumgeleitet werden muß“. Trotz heftiger Auseinandersetzungen und gegenseitiger Vorwürfe arbeiteten beide Teile Berlins bei der Wiederherstellung zusammen. Die Quadriga konnte aufgrund eines Gipsabgusses von 1942 vollständig neu geschaffen werden, die Rekonstruktion besorgte der Bildhauer Otto Schnitzer, die Ausführung übernahm die traditionsreiche Gießerei Hermann Noack in Friedenau. Am 14. Dezember 1957 war die Wiederherstellung beendet. Die oft gehörte Behauptung, die Quadriga hätte zeitweise in entgegengesetzter Fahrtrichtung gestanden, ist falsch.

Brandenburger Tor mit Kriegsschäden, 1945
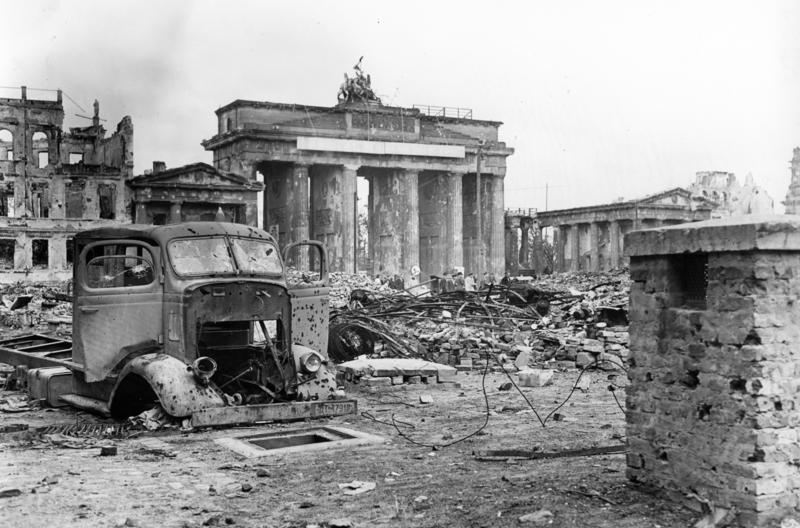
Brandenburger Tor, Juni 1945
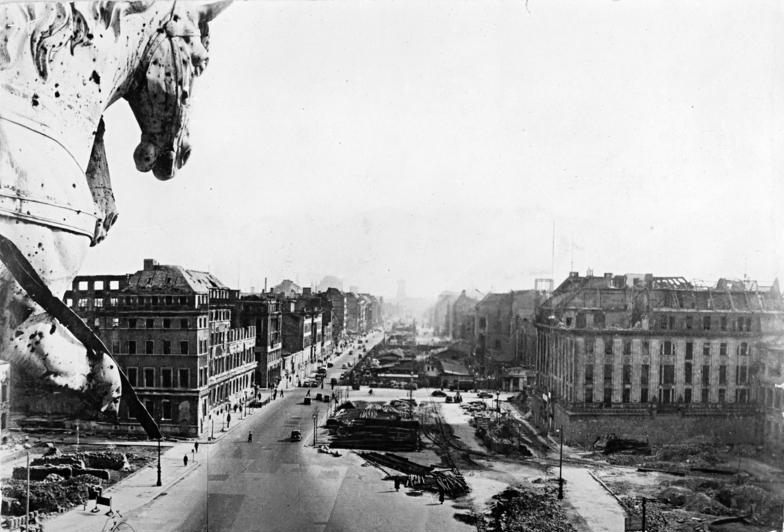
Blick vom Brandenburger Tor auf den Boulevard Unter den Linden, 1950
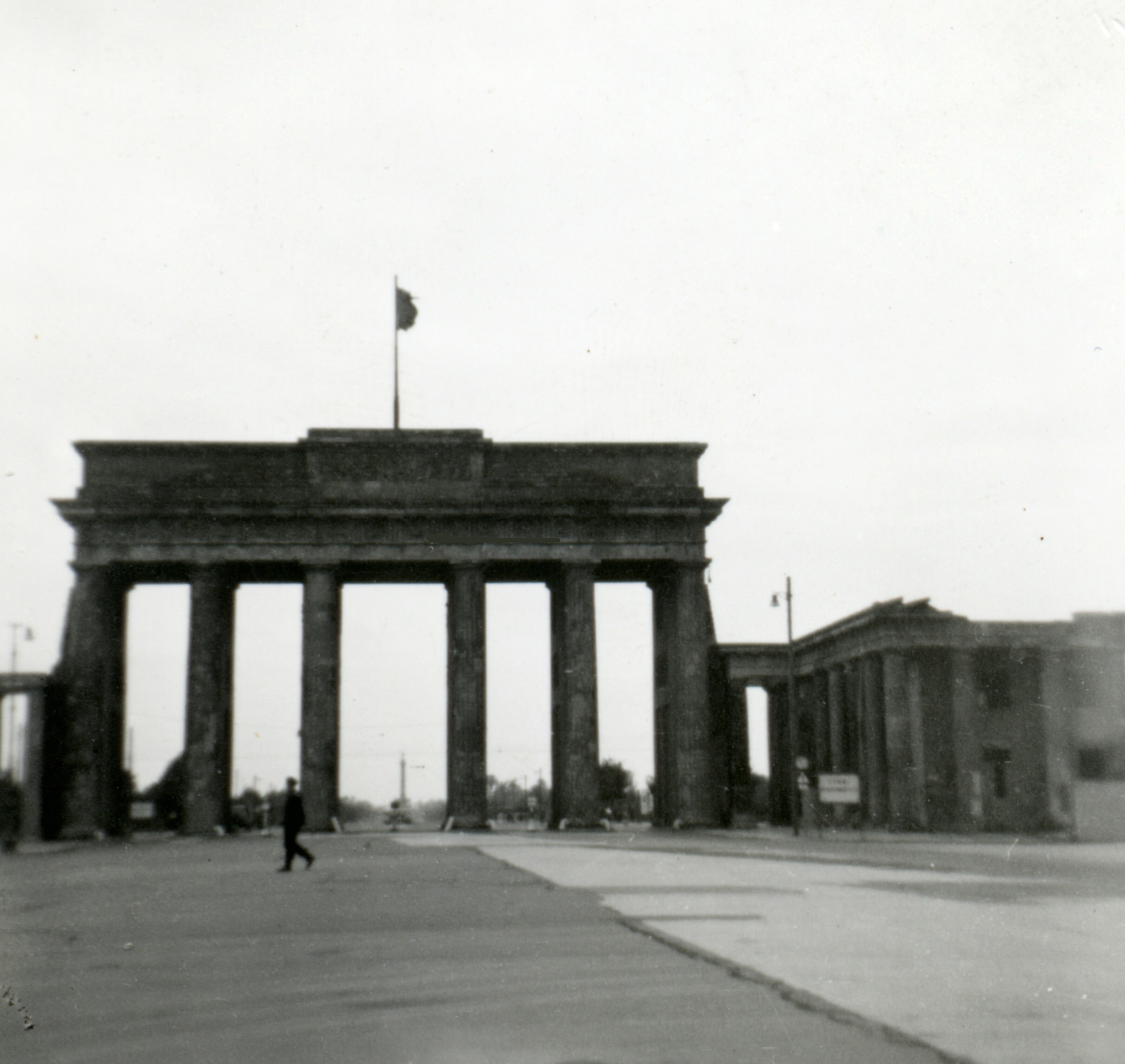
Das Brandenburger Tor ohne Quadriga, um 1953
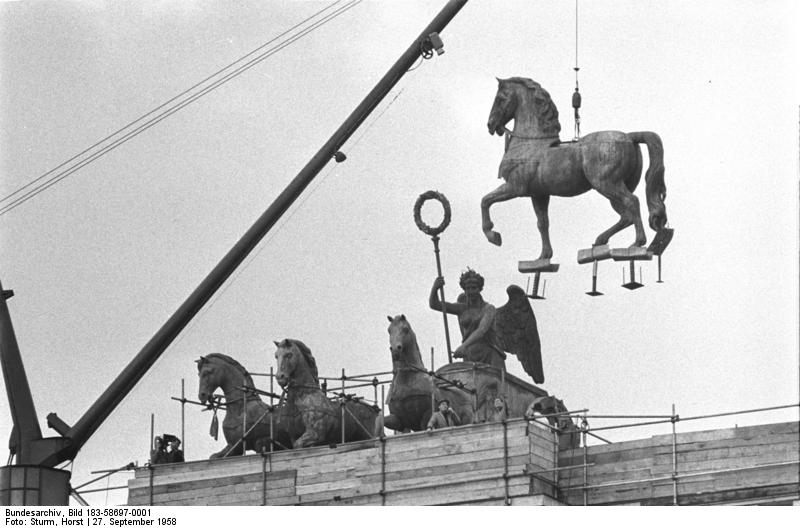
Rückkehr der Quadriga nach der Entfernung der preußischen Symbolik, 1958

In der Nacht vom 2. auf den 3. August 1958 wurde die Quadriga heimlich in den Neuen Marstall verbracht und der Preußenadler sowie das Eiserne Kreuz entfernt bzw. herausgelötet. Die Ost-Berliner Stadtverordnetenversammlung erklärte hierzu, die „Embleme des preußisch-deutschen Militarismus“ dürften nicht mehr zur Aufstellung gelangen.

### Zeit der Teilung

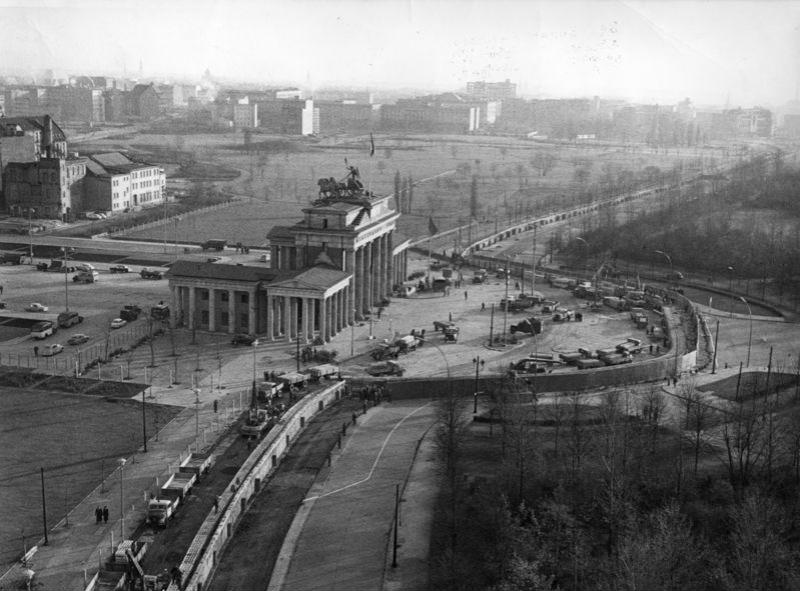
Luftbild des Brandenburger Tors, 1961

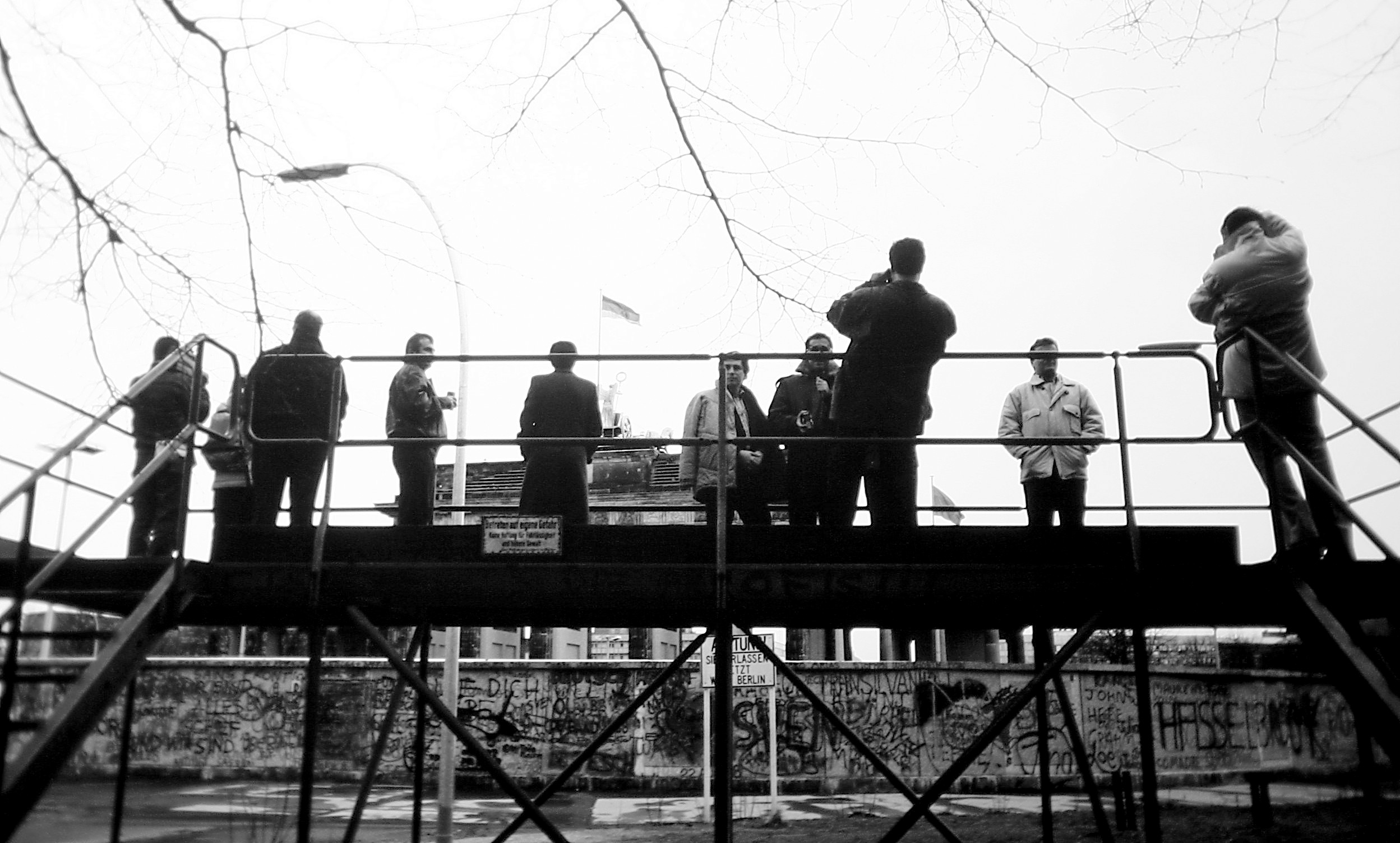
Aussichtsplattform in West-Berlin vor dem Brandenburger Tor, 1988

Mit dem Bau der Berliner Mauer am 13. August 1961 stand das Bauwerk mitten im Sperrgebiet und konnte weder von Westen noch von Osten durchquert werden. Nur die DDR-Grenzsoldaten und die durch das Personal des Informationszentrums Brandenburger Tor zur Besucherplattform geführten Besuchergruppen (meist Staatsgäste in der DDR) konnten an das Bauwerk heran.
Dazu bemerkte der spätere Bundespräsident Richard von Weizsäcker zu Zeiten des Kalten Krieges:

„Solange das Brandenburger Tor geschlossen ist, ist die Deutsche Frage offen.“

Am 12. Juni 1987 sprach der US-amerikanische Präsident Ronald Reagan folgenden Satz anlässlich eines Berlinbesuchs vor dem Brandenburger Tor:

“Mr. Gorbachev, open this gate! Mr. Gorbachev, tear down this wall!”

„Herr Gorbatschow, öffnen Sie dieses Tor! Herr Gorbatschow, reißen Sie diese Mauer ein!“

Abweichend vom üblichen Standard der Berliner Mauer war das Brandenburger Tor zum Westen hin durch eine niedrigere, aber besonders massive Panzermauer abgetrennt, die bis zum Mauerfall Bestand hatte.

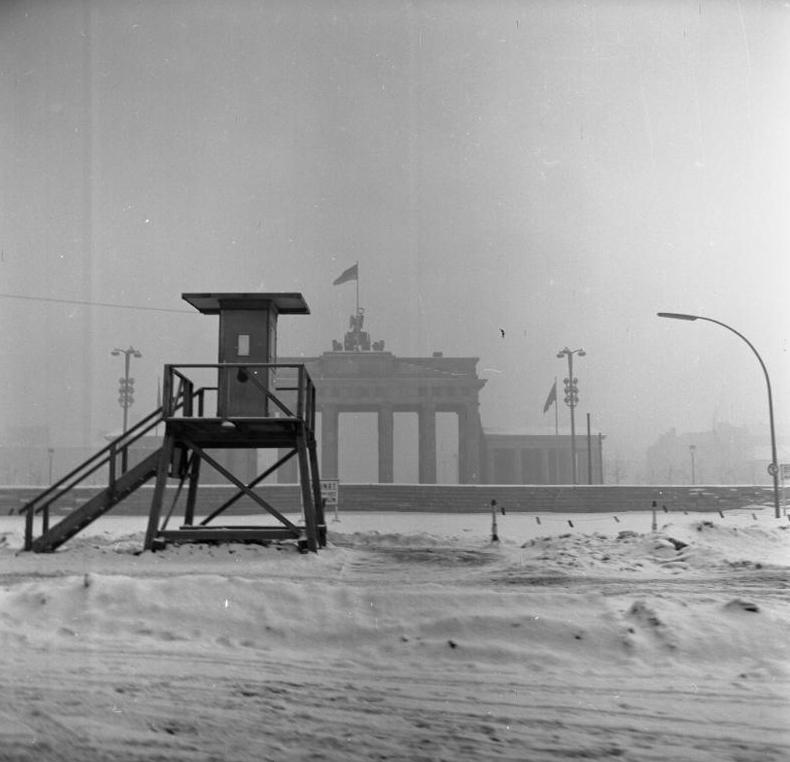
Brandenburger Tor, kalte Zeit im Kalten Krieg, 1963
Brandenburger Tor, vom Westen her gesehen, 1981
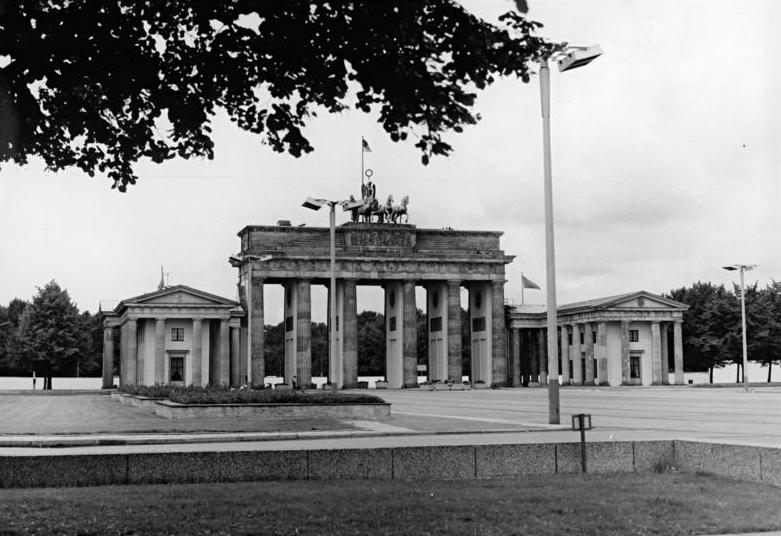
Brandenburger Tor, vom Osten her gesehen, 1987
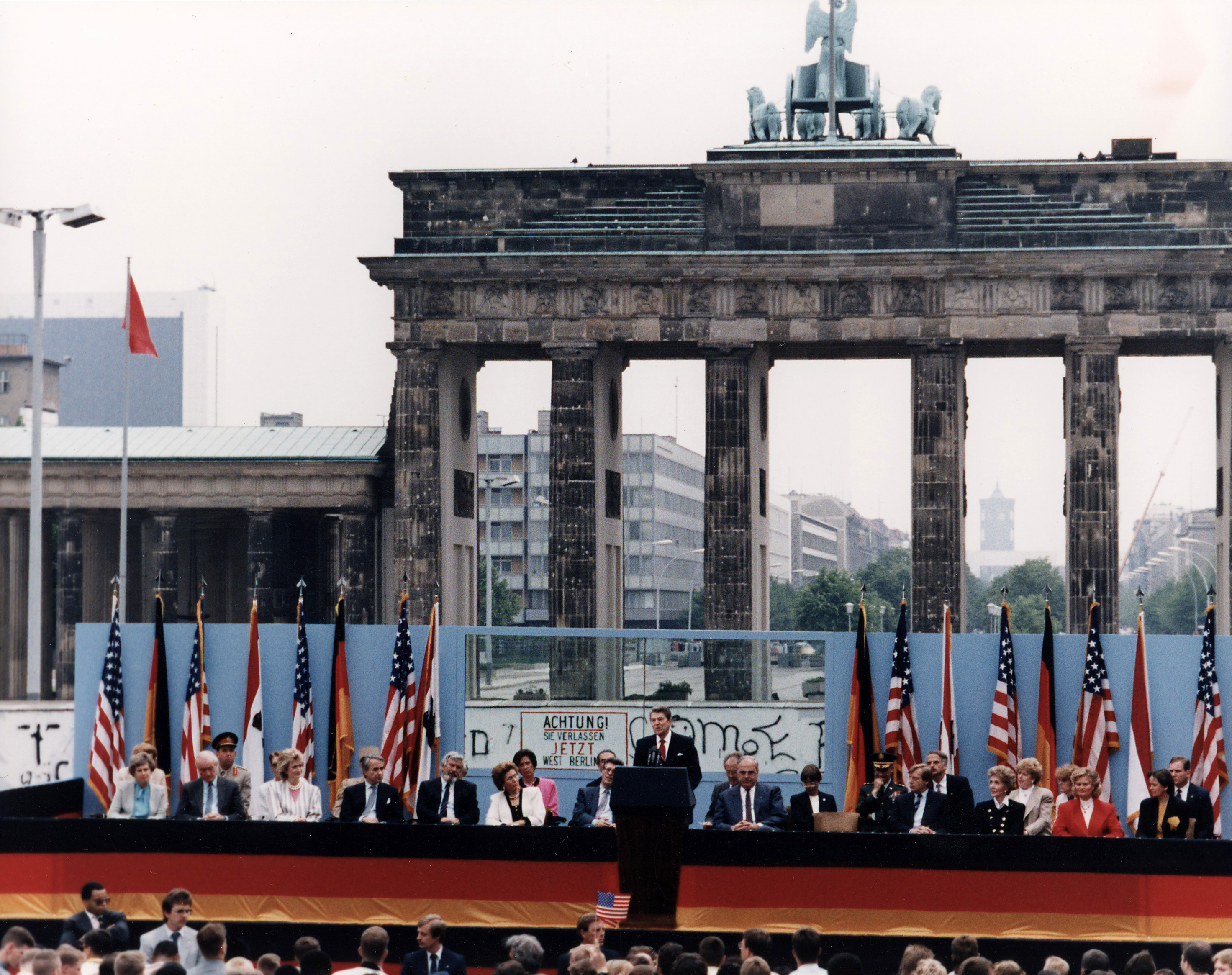
US-Präsident Ronald Reagan in West-Berlin bei seiner berühmten Ansprache 1987

### Mauerfall und Restaurierung
28 Jahre nach dem Bau der Mauer wurde das Brandenburger Tor während der politischen Wende in der DDR am 22. Dezember 1989 unter dem Jubel von mehr als 100.000 Menschen wieder geöffnet. Die Sperranlagen wurden danach vollständig beseitigt.
In der Silvesternacht 1989/1990 waren Zuschauer auf das Tor geklettert und hatten diverse Anbauteile der Quadriga (z. B. das Zaumzeug) entwendet. Die folgende Untersuchung zeigte jedoch weit gravierendere Schäden: Ab dem Mauerbau war nichts für den Erhalt der Quadriga getan worden und etliche innere Teile aus Stahl waren durchgerostet. Die Quadriga wurde deshalb umgehend demontiert und erhielt bei der folgenden Restaurierung auch das Eiserne Kreuz und den Adler zurück. Die Kosten der Instandhaltung belaufen sich jährlich auf 200.000 Euro.
Das Tor (insbesondere der Sandstein) wurde nach langer Vernachlässigung und wegen deutlicher Umweltschäden umfassend von der Stiftung Denkmalschutz Berlin saniert und nach einer 22-monatigen Restaurierung am 3. Oktober 2002 feierlich wieder enthüllt. In diesem Zuge wurde von dem Berliner Büro Kardorff Ingenieure ein neues Lichtkonzept entwickelt, bei dem das Tor als wichtigstes Gebäude am Pariser Platz herausgestellt wird.

Das Jahr 1989
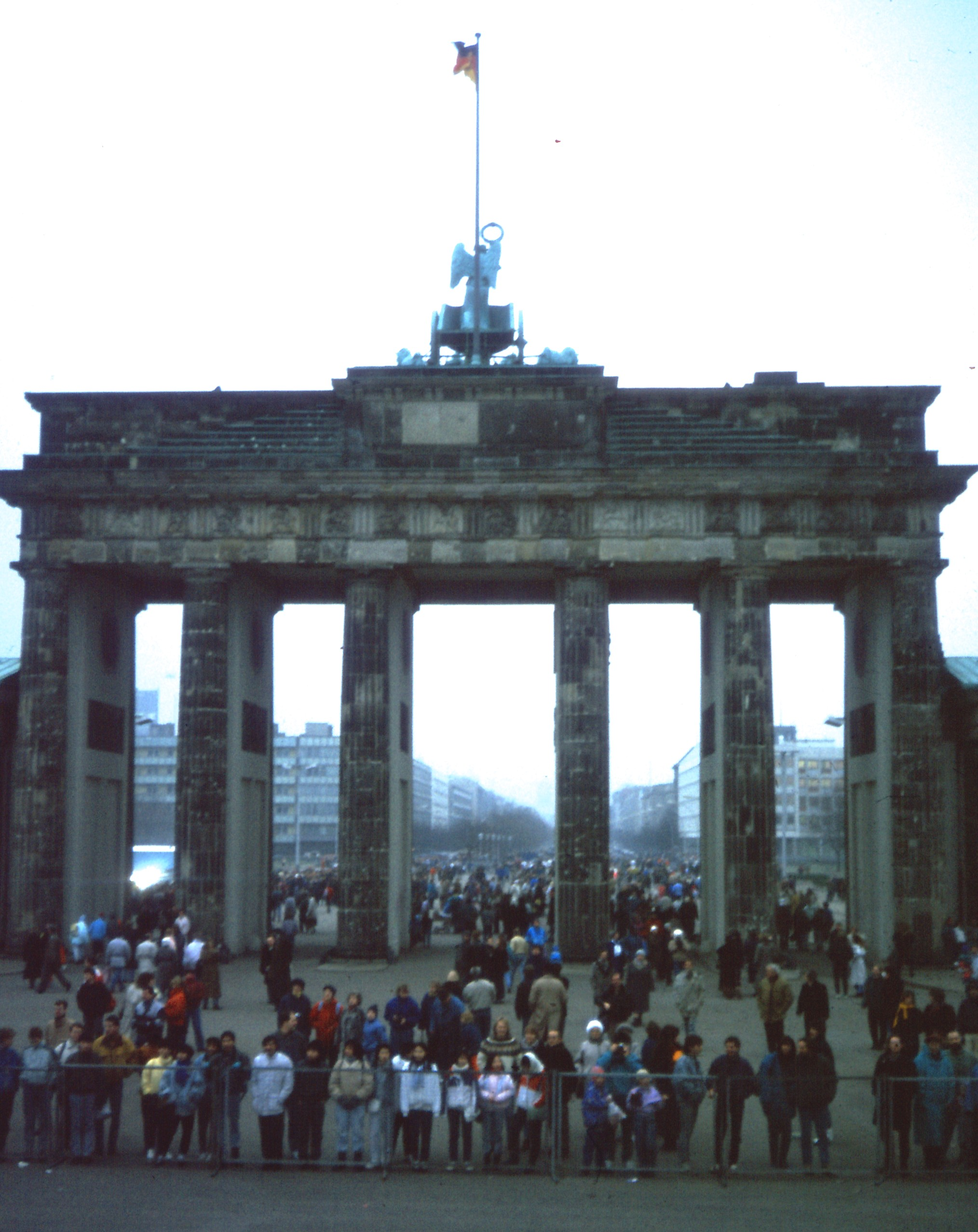
Besucher beobachten Demonstranten auf der Berliner Mauer, Dezember 1989
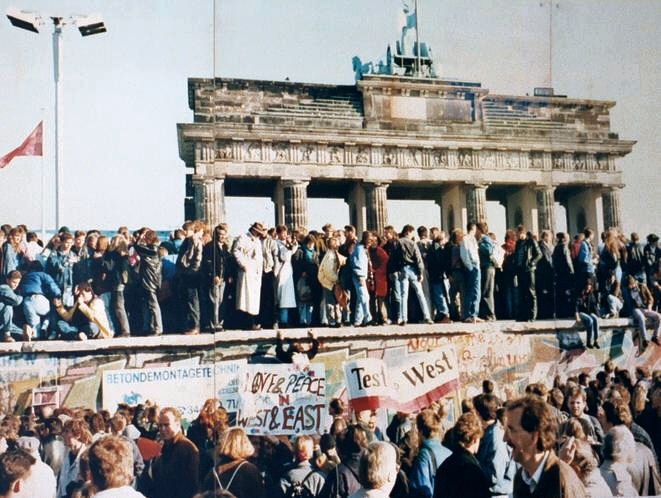
Menschenmengen auf der Berliner Mauer, November 1989
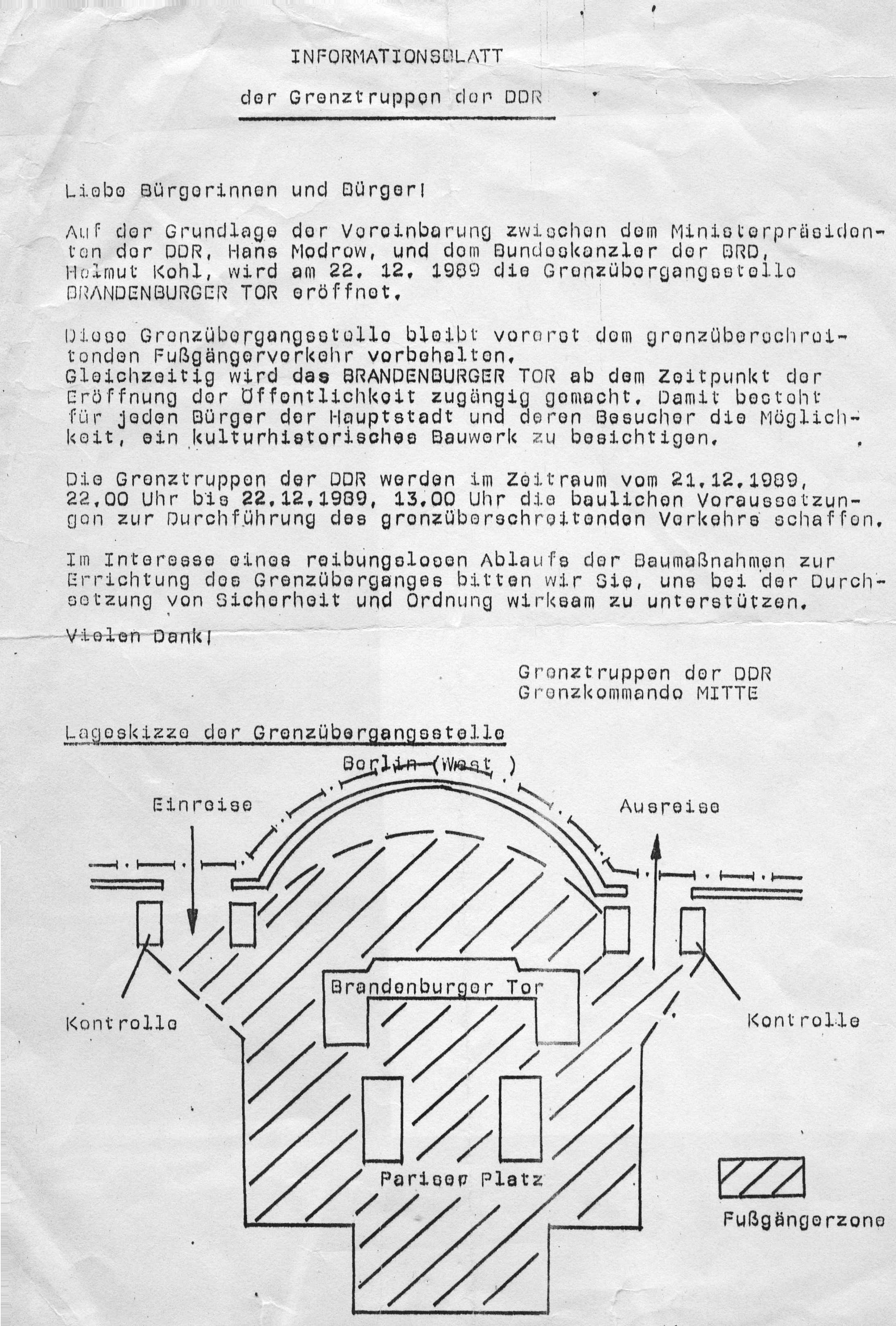
Informationsblatt der Grenztruppen der DDR: Öffnung des Brandenburger Tores mit getrennter Ein- und Ausreise
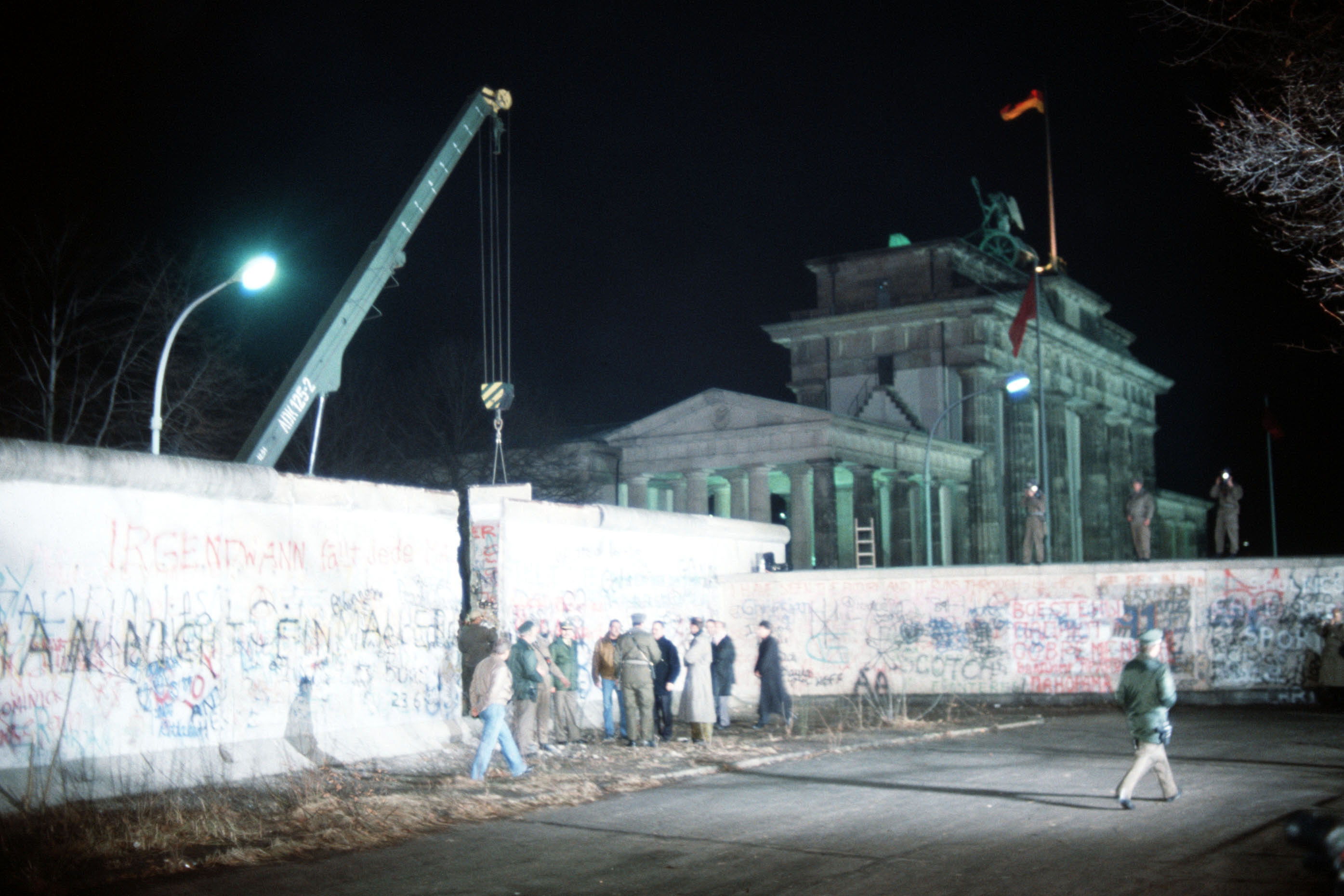
Beginnender Abbau der Mauer am 21. Dezember 1989, rechts die niedrigere Panzermauer
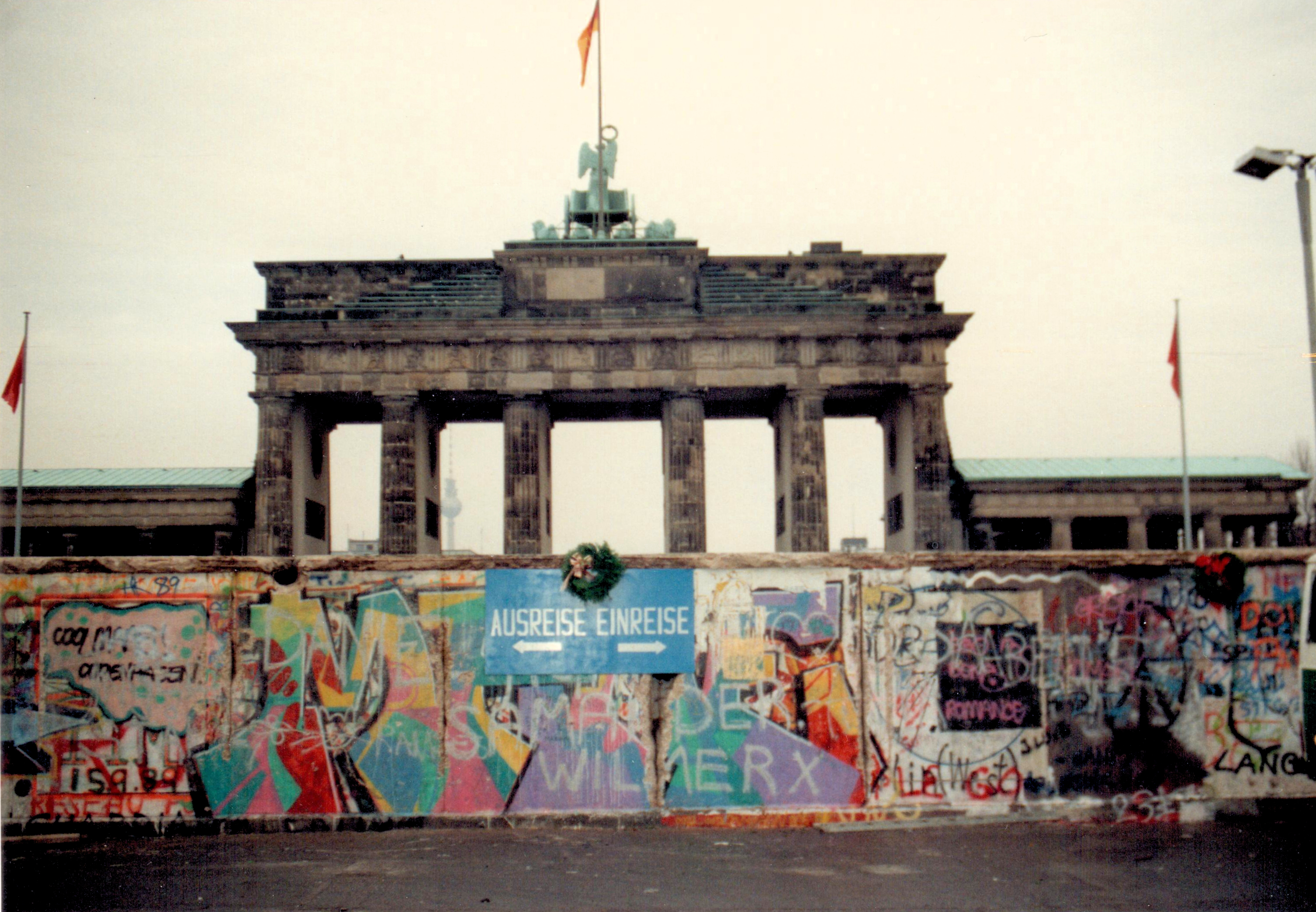
Hinweisschilder zu den zwei Grenzübergängen mit weihnachtlichem Schmuck
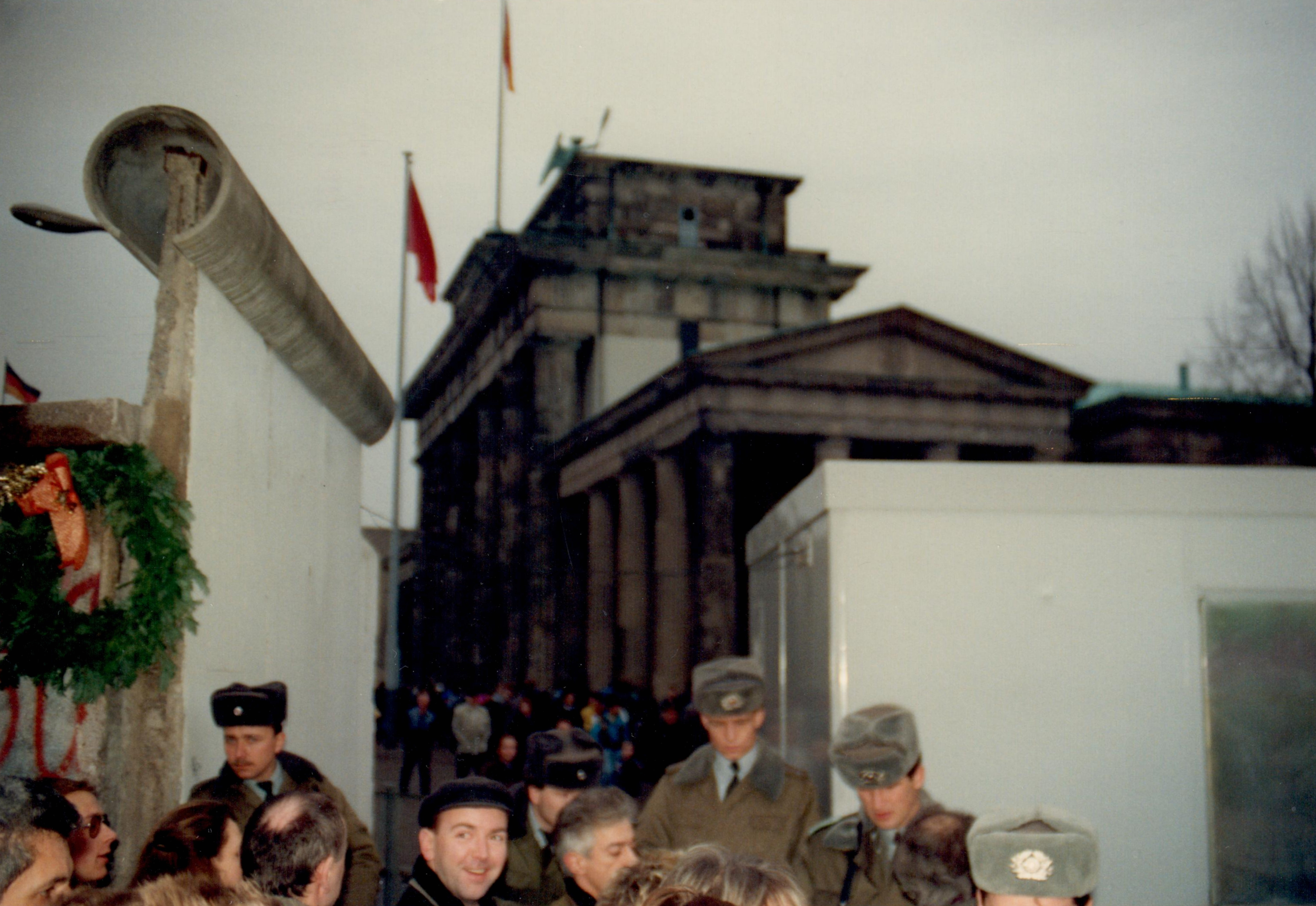
Kontrolle bei der Einreise in die DDR

Die 2010er Jahre
Der Pariser Platz vor dem Brandenburger Tor
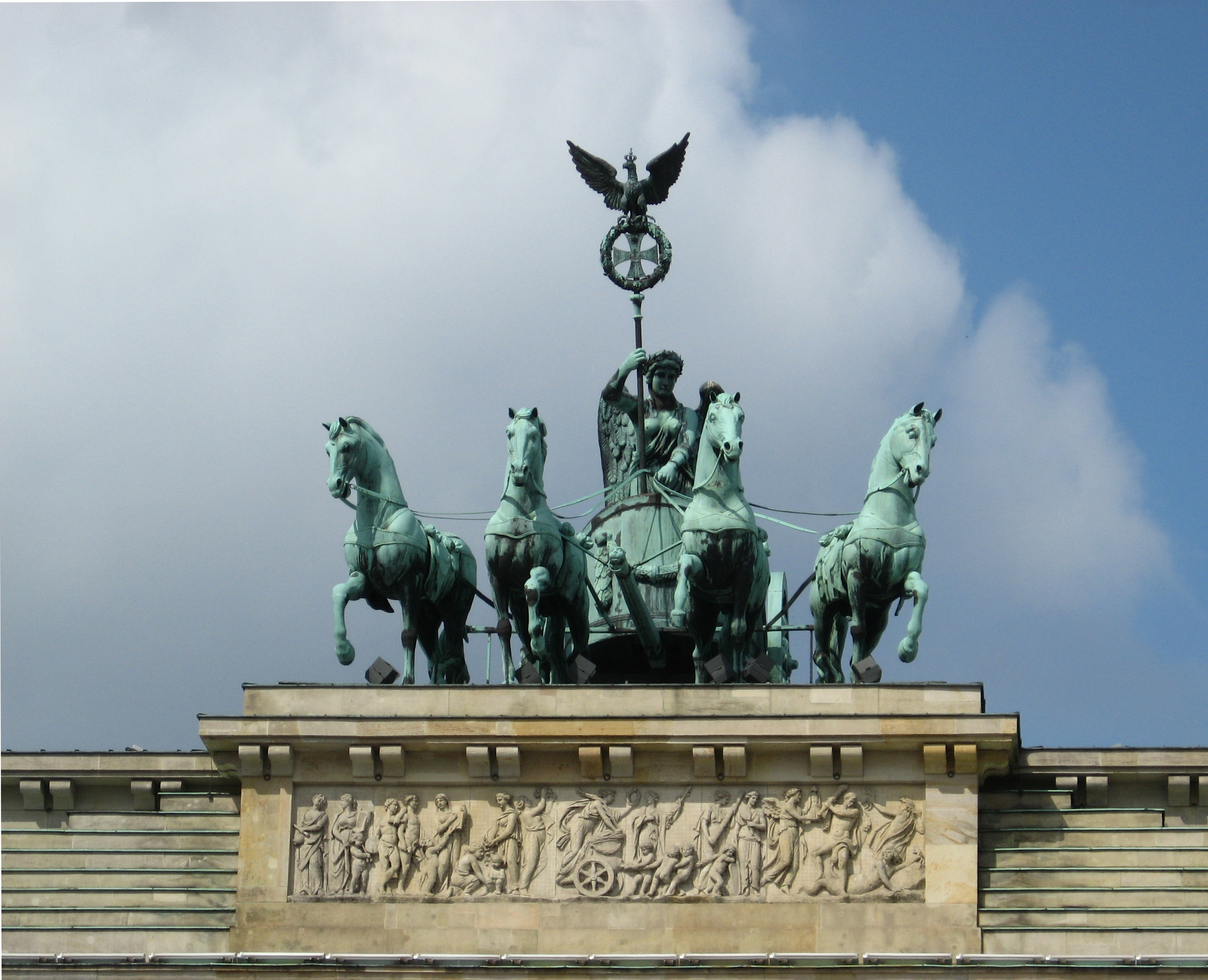
Die Quadriga, 2012
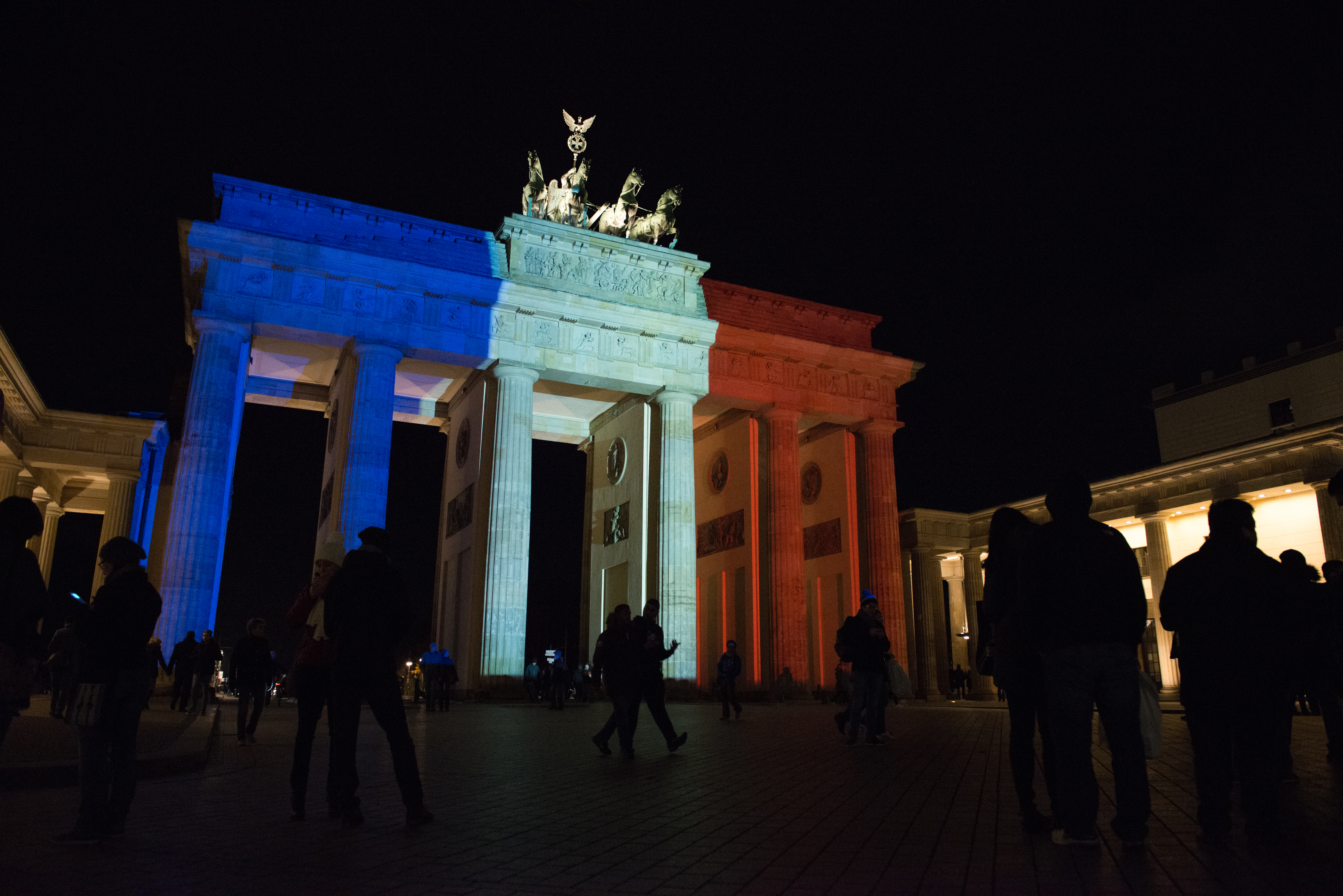
Illumination als Tricolore in Gedenken an die Terroranschläge am 13. November 2015 in Paris
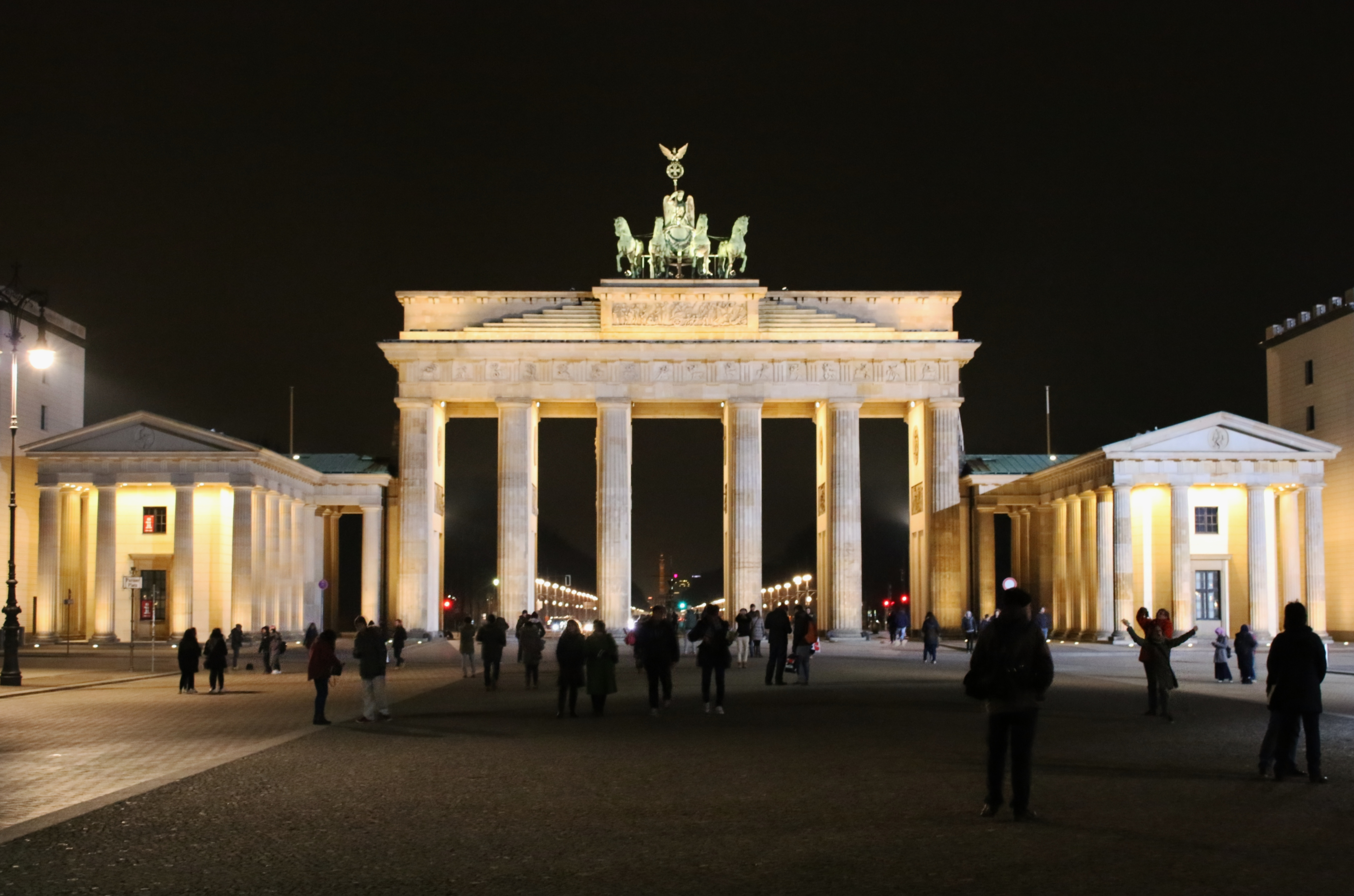
Das Brandenburger Tor wird nachts von 250 Leuchten erhellt

### Diskussion um verkehrstechnische An- und Einbindung und heutige Situation

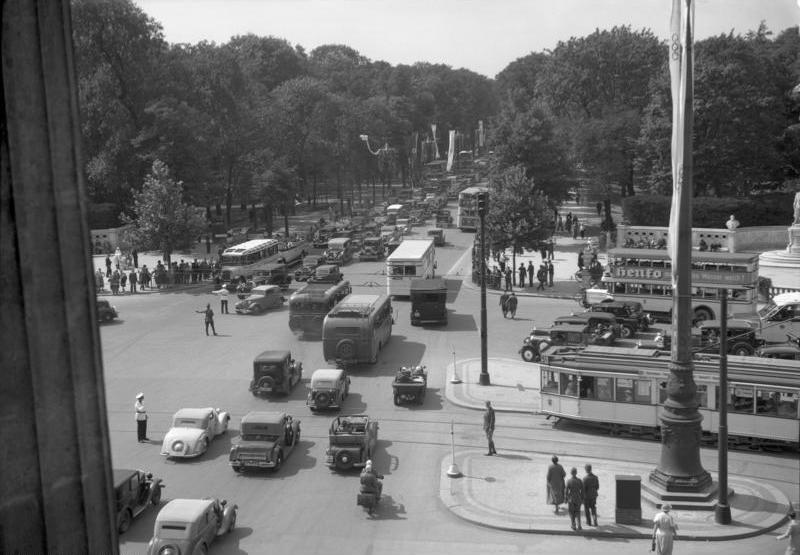
Blick vom Brandenburger Tor auf den Verkehr bei den Olympischen Sommerspielen 1936

Nach dem Fall der Berliner Mauer wurde diskutiert, ob das Tor für den Autoverkehr geöffnet sein sollte oder nicht. Argumente gegen die Öffnung waren dabei vor allem eine massive Schädigung des Sandsteintores durch Autoabgase und die gewünschte Verkehrsberuhigung des Pariser Platzes.
Der rot-grüne Senat unter Walter Momper stellte im August 1990 ein Verkehrskonzept zur Umfahrung des Brandenburger Tors vor. Innerhalb des nachfolgenden schwarz-roten Senats unter Eberhard Diepgen gab es keine Einigung in der Verkehrsfrage. Die CDU wollte das Brandenburger Tor zumindest für den Bus- und Taxiverkehr offen halten, was die SPD ablehnte. Beide Parteien einigten sich im Mai 1992 darauf, das Tor für BVG-Busse, Taxis, Fahrradfahrer und Fußgänger offen zu halten. Die Grünen, die sich dafür ausgesprochen hatten das Brandenburger Tor gänzlich für den motorisierten Verkehr zu sperren, blockierten die Eröffnung durch den Verkehrssenator Herwig Haase am 26. Mai 1992 durch eine Fraktionssitzung, die sie auf der Straße abhielten.
Stadtentwicklungssenator Volker Hassemer (CDU) wollte das Brandenburger Tor im November 1992 erneut für den allgemeinen Autoverkehr öffnen, der es nach seinen Plänen mit höchstens 10 km/h durchfahren sollte. Ein weiterer Vorschlag aus der CDU war eine direkte Umfahrung statt einer weitläufigen. Innerhalb der Koalition führte dies zu einer Kontroverse zwischen den Regierungsparteien CDU und SPD. Zusätzlich gab es aus Gesprächen mit der Bundesregierung den Vorschlag, das Tor mit dem Bau eines Tunnels unterirdisch passieren zu können, wofür sich insbesondere die Ministerin für Raumordnung, Bauwesen und Städtebau Irmgard Schwaetzer von der FDP aussprach.

Seinerzeitiger Durchgangsverkehr durch das Brandenburger Tor in den 1990er Jahren

Die Bauarbeiten am Spreebogen und die damit einhergehende Schließung der Dorotheenstraße nahm der Verkehrssenator Jürgen Klemann von der CDU zum Anlass, das Brandenburger Tor am 6. März 1998 in Ost-West-Richtung auf zwei Spuren für den Autoverkehr freizugeben. Nach Abschluss der Bauarbeiten im Jahr 2000 beschränkte der neue Senator für Stadtentwicklung Peter Strieder (SPD) die Durchfahrt für die etwa zwei Jahre andauernde Sanierung des Brandenburger Tors wieder auf den Bus-, Taxi- und Radverkehr. Währenddessen sollte ein neues Verkehrskonzept erarbeitet werden. Innerhalb der SPD gab es Uneinigkeit über eine vollständige Sperre.
Die Mehrheit der Berliner sprach sich nach der Sanierung für eine Sperrung aus. Im Mai 2002 wurde das Tor unter dem rot-roten Senat von Klaus Wowereit und Stadtentwicklungssenator Peter Strieder gänzlich für den motorisierten Verkehr gesperrt. Die CDU sprach sich gegen die Sperrung aus, da Konzepte fehlen würden und der verkehrspolitische Sprecher der CDU-Fraktion Alexander Kaczmarek forderte eine Abstimmung der Berliner Bevölkerung zu der Frage. Die FDP kritisierte die Sperrung als „verkehrs- und wirtschaftspolitischen Anschlag auf die Mitte Berlins“. Von den Grünen und Wirtschaftsverbänden wurde die Entscheidung des Senats dagegen begrüßt. So einigte man sich innerhalb des rot-roten Senats im August 2002 zunächst darauf, die Durchfahrt ab Oktober des gleichen Jahres wieder für den öffentlichen Personennahverkehr und für Taxis offen zu halten. Verkehrssenator Peter Strieder setzte später jedoch ein vollständiges Fahrverbot für den motorisierten Verkehr durch, was auch von dem Koalitionspartner PDS unterstützt wurde.
Entsprechend dem Berliner Mobilitätsgesetz sollen in der Stadt elf Radschnellverbindungen gebaut werden. Die Radschnellverbindung ‚Ost-Route‘ könnte nach den Vorschlägen des beauftragten Planungsbüros durch das Brandenburger Tor führen. Diese Route, die der Öffentlichkeit auf einer Infoveranstaltung am 9. Dezember 2019 vorgestellt wurde, sei die „derzeit fachlich am besten bewertete Route“. Die CDU-Fraktion sprach sich daraufhin gegen eine Fahrradroute durch das Brandenburger Tor aus, weil diese Fußgänger unnötig in Gefahr bringen und die Aufenthaltsqualität abwerten würde. Der Verkehrsclub für Fußgänger FUSS kritisierte die Pläne ebenfalls und kommentierte „Berlins symbolisch wichtigster Stadtraum würde zerschnitten“.

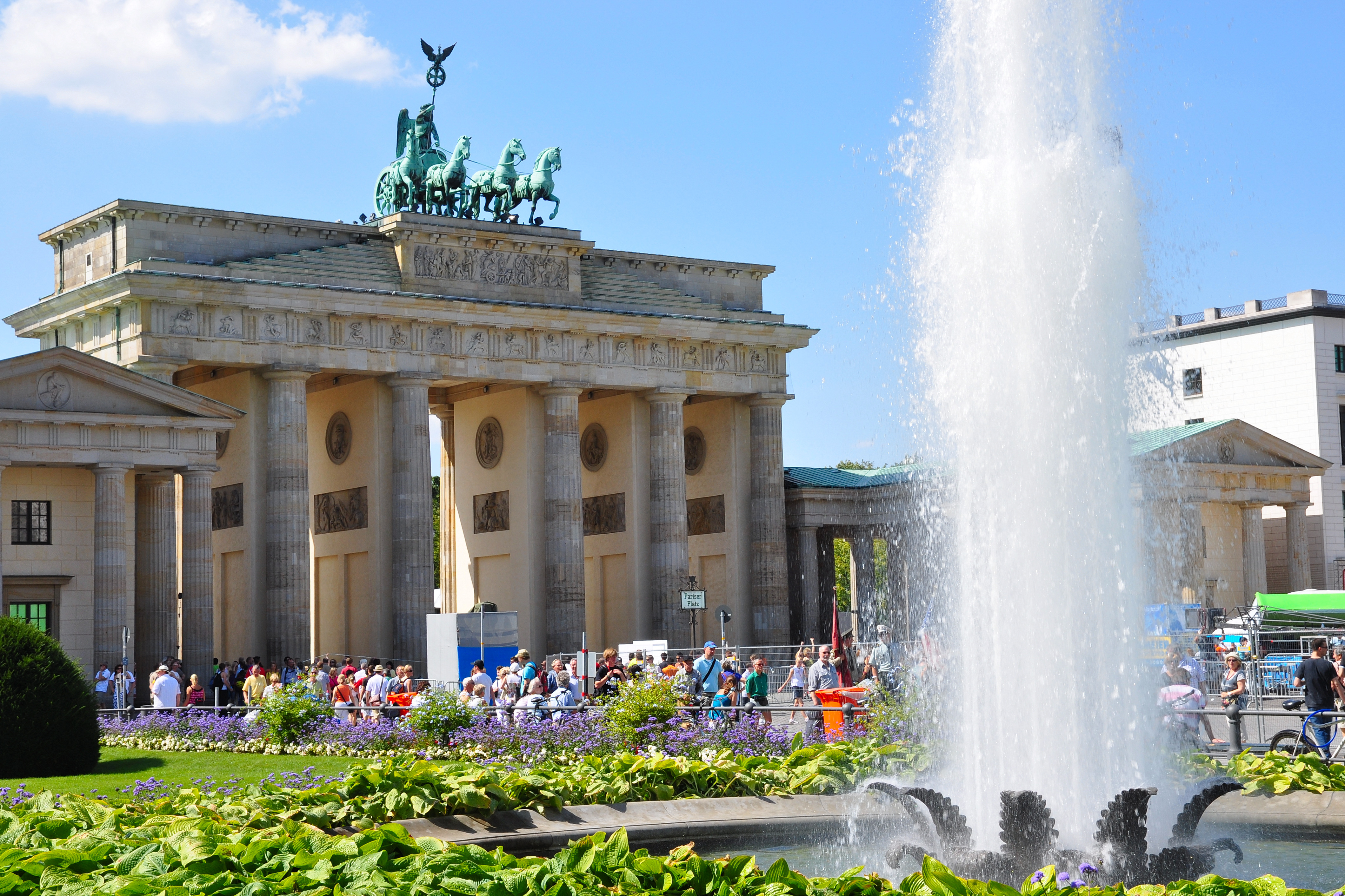
Tor mit dem Brunnen auf dem Pariser Platz ohne motorisierten Verkehr

Im Bereich des Brandenburger Tores verkehren unterirdisch die S-Bahn-Linien S1, S2, S25 und S26 im „Nord-Süd-Tunnel“. Außerdem unterquert die U-Bahn-Linie U5 das Tor. Östlich des Tores befindet sich der – ebenfalls unterirdisch gelegene – Bahnhof Brandenburger Tor, an dem sich diese Strecken kreuzen.
Ursprünglich durchquerten die auf gemeinsamer Trasse verlaufenden Bundesstraßen B 2 und B 5 das Brandenburger Tor. Seit der Umgestaltung des Pariser Platzes zu einer Fußgängerzone im Jahr 2002 wird die Trasse beider Bundesstraßen nördlich über Ebert-, Dorotheen- und Wilhelmstraße um das Brandenburger Tor herumgeführt.

### Raum der Stille
Im nördlichen Torhaus befindet sich seit 1994 ein Raum der Stille nach dem Vorbild des Raumes der Stille, den Dag Hammarskjöld im UNO-Hauptquartier in New York für sich und seine Mitarbeiter einrichten ließ. Das Ziel ist es, einen Ort der stillen Einkehr inmitten der Großstadthektik zu bieten. Der Ort der Toleranz zwischen Nationalitäten und Religionen mahnt an den Frieden.

### Beschädigungen des Tores 2023

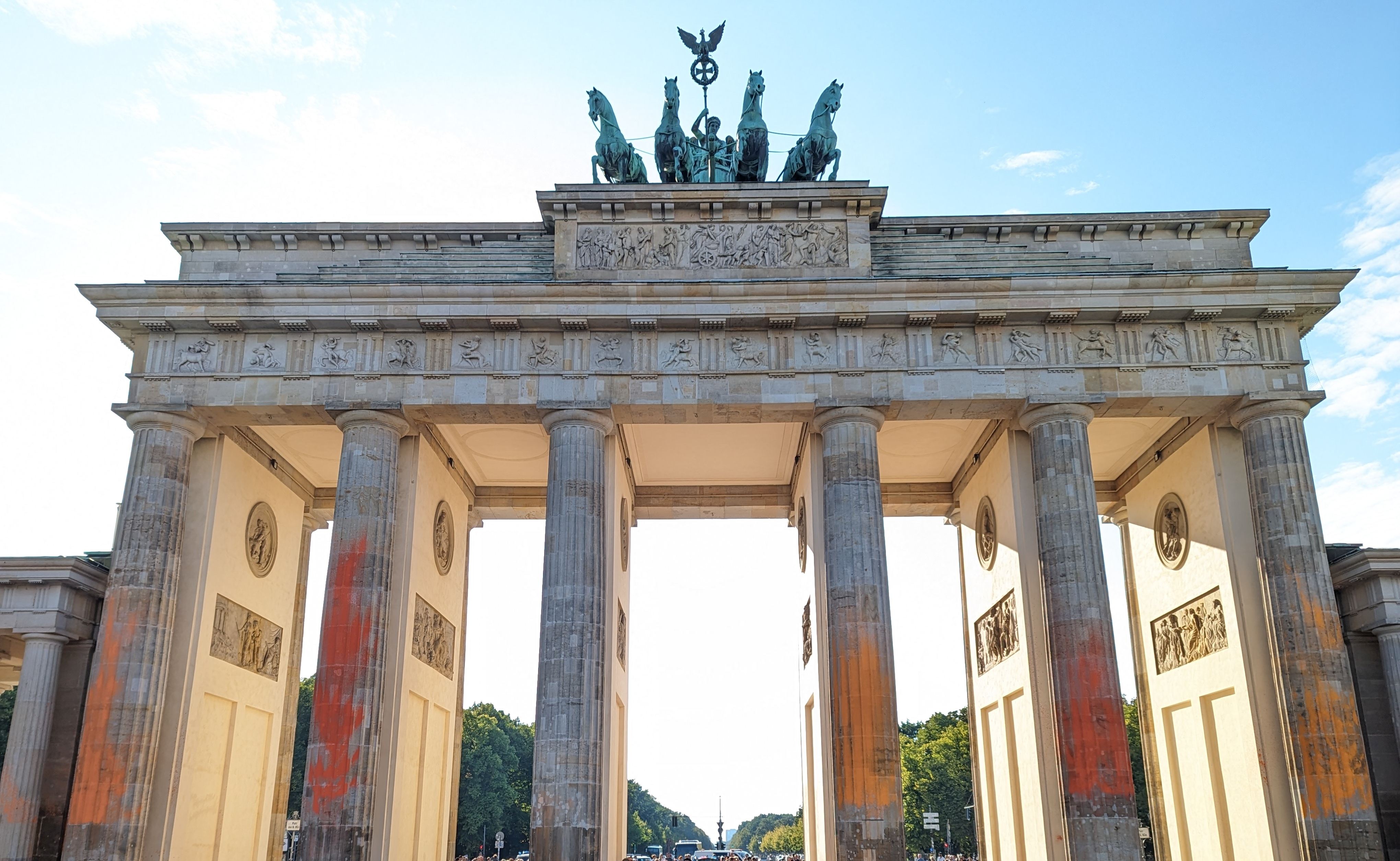
Das Brandenburger Tor am 17. September 2023, mit oranger Farbe besprüht

Am 15. Januar 2023 gegen 23:30 Uhr prallte ein aus Richtung Unter den Linden kommender Autofahrer mit überhöhter Geschwindigkeit gegen die zweite Säule des Tores (von Norden gesehen) und kam dabei ums Leben. Dabei geriet das Fahrzeug zeitweise in Brand. Heißes Öl sei wohl „tief in das Porengefüge des Sandsteins“ eingedrungen; die Säule wurde „deutlich beschädigt“ und ein Radabweiser vollständig zerstört. Die Statik wurde jedoch offenbar nicht gefährdet. Die Reparatur erfolgte bis Ende März 2023.
Am 17. September 2023 wurden die Säulen auf der Ostseite des Tores mit Hilfe präparierter Feuerlöscher von Mitgliedern der Letzten Generation großflächig mit oranger und gelber Farbe besprüht. Da das Farbgemisch tiefer in den Sandstein eingedrungen war als zunächst angenommen, wurde für die Reinigung ein sechsstelliger Betrag geschätzt. Die Reinigungsarbeiten konnten bis Mitte Dezember 2023 abgeschlossen werden; die Kosten hierfür beliefen sich auf etwa 115.000 Euro. Drei der Aktivisten wurden zu Bewährungsstrafen verurteilt.

## Das Brandenburger Tor als Schauplatz von Oper und Film
- Der Opernkomponist Giacomo Meyerbeer schuf 1814 ein Singspiel mit dem Titel Das Brandenburger Tor (Libretto: Johann Emanuel Veith), das allerdings erst anlässlich der 200. Wiederkehr seines Geburtstags (am 5. September 1991) im Konzerthaus am Gendarmenmarkt uraufgeführt wurde.
- Billy Wilder ließ 1961 kurz vor dem Mauerbau wichtige Sequenzen seines Films Eins, zwei, drei (mit Horst Buchholz und Liselotte Pulver) am Brandenburger Tor spielen. Wegen der fehlenden Dreherlaubnis wurde das Brandenburger Tor dafür in der Bavaria Filmstadt bei München nachgebaut.[92]

## Ab- und Nachbildungen
Das Brandenburger Tor wurde im Laufe der Zeit immer wieder als Symbol der Deutschen Einheit dargestellt:
- Das 1992 aufgelöste Kuratorium Unteilbares Deutschland verwendete es auf Plakaten, Anstecknadeln und Sammeldosen.[93]
- Die Rückseiten der deutschen Euromünzen zu 10, 20 und 50 Cent zeigen das Tor. Auf der letzten Banknotenserie der Deutschen Mark war das Brandenburger Tor auf der Rückseite des 5-DM-Scheins abgebildet. Auf fünf Werten einer Briefmarkenserie der Deutschen Bundespost wurde das Tor dargestellt. Seit dem 24. Oktober 2008 gibt es eine Automatenbriefmarke der Deutschen Post, die ebenfalls das Brandenburger Tor zeigt.
- Das Phantasialand, ein Freizeitpark in Brühl, besaß von 1972 bis Anfang 2009 ein Brandenburger Tor.[94] Dieses stellte den Abschluss eines vereinfachten Nachbaus einer Straße der Stadt Berlin dar. Das Tor im Park war kleiner (Maßstab 1:2) und deutlich vereinfacht dargestellt.[95]
- Dem Brandenburger Tor nachempfunden war eine Treillage im Park des 1945 zerstörten Schlosses Mückenberg, die 1912 einem Wirbelsturm zum Opfer fiel.

Auswahl von Ab- und Nachbildungen des Brandenburger Tors
Das Tor auf der deutschen 50-Cent-Münze
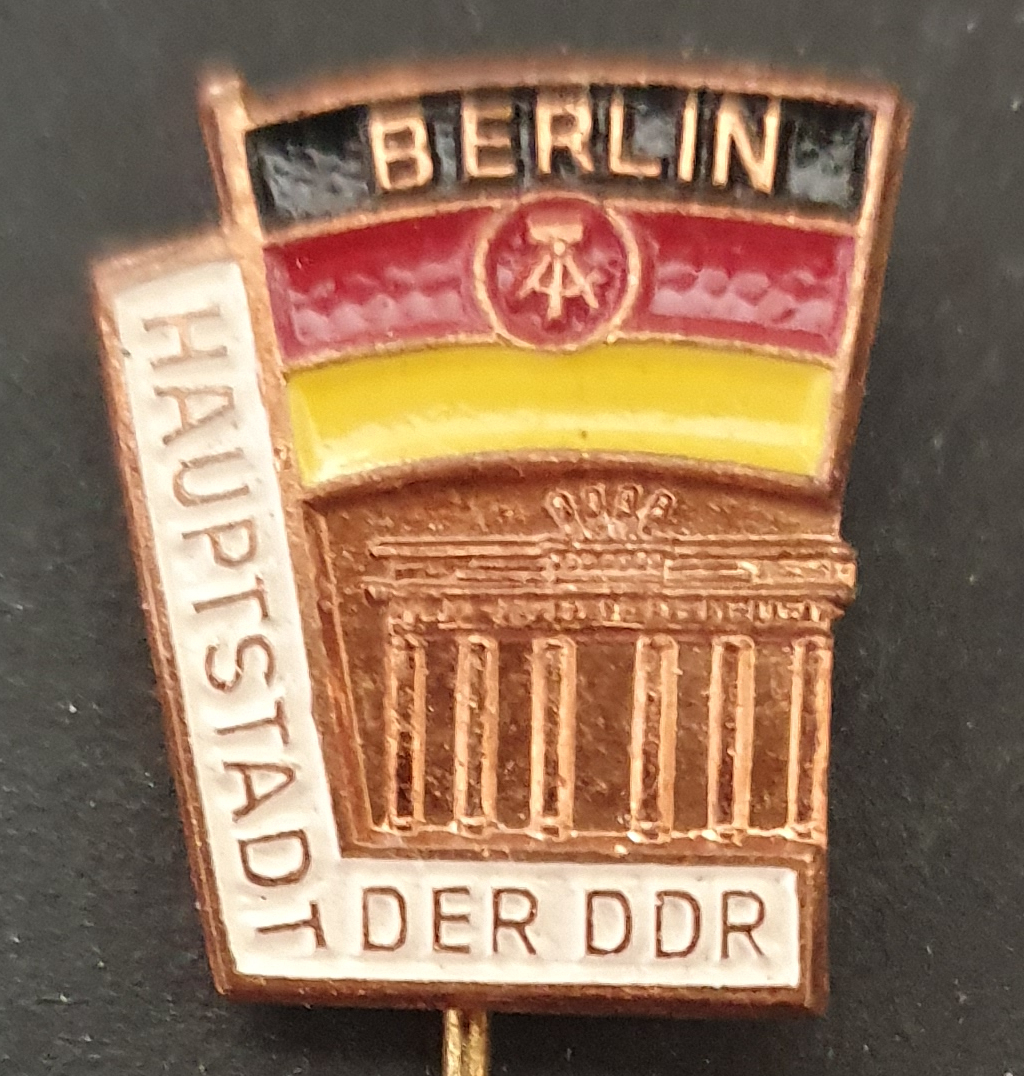
Abzeichen der DDR
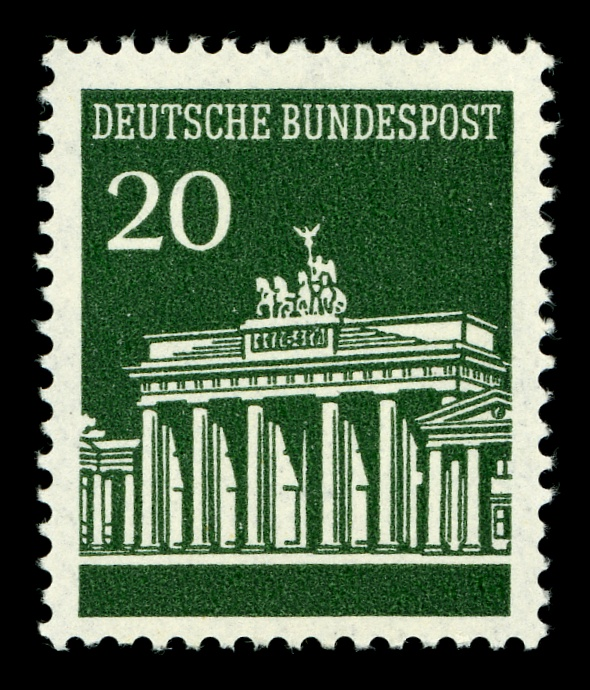
Briefmarke einer Dauerserie der Deutschen Bundespost, Ausgabe ab 1966
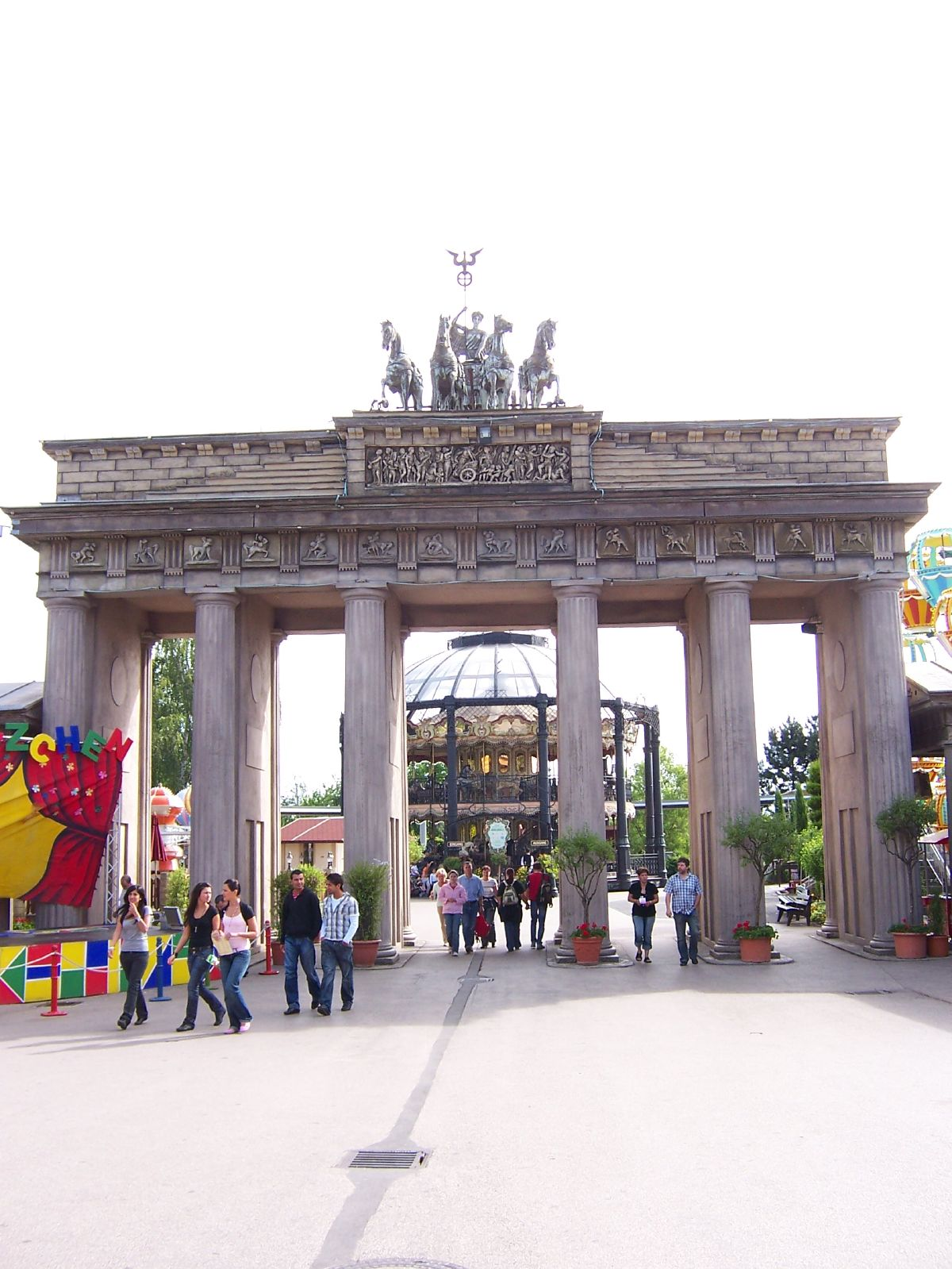
Ehemalige Nachbildung des Tors im Phantasialand

## Belege
1. 1 2  von Siefart 1912, S. 6
2. 1 2  von Siefart 1912, S. 42
3. 1 2  Cullen/Kieling 1990, S. 8
4. ↑  Laurenz Demps: Der Pariser Platz. Der Empfangssalon Berlins. Henschel, Berlin 1995, ISBN 3-89487-215-2, S. 24
5. 1 2  Demps 1991, S. 20
6. ↑  Kurt Bauch: Das Brandenburger Tor. Verlag Bruno Hessling, Berlin 1968, S. 30.
7. ↑  Pöthe 2014, S. 400
8. 1 2  Pöthe 2014, S. 221
9. ↑  Ralph Paschke: Das Tor und seine architekturgeschichtliche Stellung. In: Das Brandenburger Tor 1791–1991. Eine Monographie. Verlag Willmuth Arenhövel, Berlin 1991, ISBN 3-922912-26-5, S. 19.
10. ↑  Michael Bollé: »Antiquites of Berlin?« Carl Gotthard Langhans und die Architektur in Berlin um 1800. In: Das Brandenburger Tor 1791–1991. Eine Monographie. Verlag Willmuth Arenhövel, Berlin 1991, ISBN 3-922912-26-5, S. 72.
11. 1 2  Pöthe 2014, S. 187.
12. ↑  von Siefart 1912, S. 4.
13. ↑  Ralph Paschke: Das Tor und seine architekturgeschichtliche Stellung. In: Das Brandenburger Tor 1791–1991. Eine Monographie. Verlag Willmuth Arenhövel, Berlin 1991, ISBN 3-922912-26-5, S. 16.
14. ↑  Berliner Geheimnisse: Die Soldatenkammer. In: MITTE bitte! Berlin mittendrin. 1. Juli 2020, abgerufen am 18. Januar 2023 (deutsch).
15. ↑  Hidden Places in Berlin: Tiefe Einblicke in das Innere des Brandenburger Tors. In: youtube. Galileo (ProSieben), abgerufen am 18. Januar 2023 (deutsch).
16. ↑  Laurenz Demps: Zur Baugeschichte des Tores. In: Das Brandenburger Tor 1791–1991. Eine Monographie. Verlag Willmuth Arenhövel, Berlin 1991, ISBN 3-922912-26-5, S. 57.
17. ↑  Architekten-Verein zu Berlin (Hrsg.): Berlin und seine Bauten. Berlin 1877, S. 97.
18. 1 2  Samuel Heinrich Spiker: Berlin und seine Umgebungen im neunzehnten Jahrhundert. Berlin 1833, S. 18.
19. ↑  Gert-Dieter Ulferts: Friede nach siegreichem Krieg / Das Bildprogramm – Skulpturen und Malereien. In: Das Brandenburger Tor 1791–1991. Eine Monographie. Verlag Willmuth Arenhövel, Berlin 1991, ISBN 3-922912-26-5, S. 93 f.
20. 1 2  von Siefart 1912, S. 12
21. ↑  von Siefart 1912, S. 37
22. ↑  Cullen/Kieling 1990, S. 29 f.
23. ↑  Pöthe 2014, S. 218
24. ↑  Architekten-Verein zu Berlin (Hrsg.): Berlin und seine Bauten. Berlin 1877, S. 97 f.
25. ↑  von Siefart 1912, S. 3
26. ↑  von Siefart 1912, S. 13 f.
27. ↑  von Siefart 1912, S. 16 f.
28. ↑  von Siefart 1912, S. 23
29. ↑  von Siefart 1912, S. 27
30. ↑  von Siefart 1912, S. 38 ff.
31. ↑  von Siefart 1912, S. 38
32. ↑  von Siefart 1912, S. 41
33. 1 2  Gert-Dieter Ulferts: Friede nach siegreichem Krieg / Das Bildprogramm – Skulpturen und Malereien. In: Das Brandenburger Tor 1791–1991. Eine Monographie. Verlag Willmuth Arenhövel, Berlin 1991, ISBN 3-922912-26-5, S. 103.
34. ↑  von Siefart 1912, S. 40
35. ↑  Gert-Dieter Ulferts: Friede nach siegreichem Krieg / Das Bildprogramm – Skulpturen und Malereien. In: Das Brandenburger Tor 1791–1991. Eine Monographie. Verlag Willmuth Arenhövel, Berlin 1991, ISBN 3-922912-26-5, S. 131, Anmerkung Nr. 34.
36. ↑  „Der nackte Kutscher da oben“ – Die Quadriga des Brandenburger Tors. 6. August 2018, abgerufen am 7. August 2021.
37. ↑  Schau-Werkstatt der Gipsformerei im Deutschen Bundestag. Staatliche Museen zu Berlin, abgerufen am 7. August 2021.
38. 1 2  Boris Herrmann: Löwenkopf gesucht. Abgerufen am 7. August 2021.
39. ↑  Ralph Paschke: Das Tor und seine architekturgeschichtliche Stellung. In: Das Brandenburger Tor 1791–1991. Eine Monographie. Verlag Willmuth Arenhövel, Berlin 1991, ISBN 3-922912-26-5, S. 36.
40. ↑  Quadriga. In: Pressefoto. Stadtmuseum Berlin, 22. Januar 2017, archiviert vom Original (nicht mehr online verfügbar) am 22. Januar 2017; abgerufen am 18. Januar 2023.
41. ↑  Schau-Werkstatt der Gipsformerei im Deutschen Bundestag. Staatliche Museen zu Berlin, abgerufen am 7. August 2021.
42. 1 2 3  Gert-Dieter Ulferts: Friede nach siegreichem Krieg / Das Bildprogramm – Skulpturen und Malereien. In: Das Brandenburger Tor 1791–1991. Eine Monographie. Verlag Willmuth Arenhövel, Berlin 1991, ISBN 3-922912-26-5, S. 109.
43. ↑  Siefart 1914, S. 53.
44. ↑  von Siefart, S. 4.
45. 1 2  Helmut Engel: Die Bildhauerwerke des Brandenburger Tores. In: Das Brandenburger Tor. Hrsg. von der Stiftung Denkmalschutz Berlin, jovis Verlag, Berlin 2003, S. 94.
46. ↑  Gert-Dieter Ulferts: Friede nach siegreichem Krieg / Das Bildprogramm – Skulpturen und Malereien. In: Das Brandenburger Tor 1791–1991. Eine Monographie. Verlag Willmuth Arenhövel, Berlin 1991, ISBN 3-922912-26-5, S. 107 f.
47. 1 2 3  von Siefart, S. 44
48. ↑  Gert-Dieter Ulferts: Friede nach siegreichem Krieg / Das Bildprogramm – Skulpturen und Malereien. In: Das Brandenburger Tor 1791–1991. Eine Monographie. Verlag Willmuth Arenhövel, Berlin 1991, ISBN 3-922912-26-5, S. 113.
49. ↑  von Siefart, S. 50–52.
50. ↑  Gert-Dieter Ulferts: Friede nach siegreichem Krieg / Das Bildprogramm – Skulpturen und Malereien. In: Das Brandenburger Tor 1791–1991. Eine Monographie. Verlag Willmuth Arenhövel, Berlin 1991, ISBN 3-922912-26-5, S. 114–119.
51. 1 2  von Siefart, S. 15 f.
52. ↑  Gert-Dieter Ulferts: Friede nach siegreichem Krieg / Das Bildprogramm – Skulpturen und Malereien. In: Das Brandenburger Tor 1791–1991. Eine Monographie. Verlag Willmuth Arenhövel, Berlin 1991, ISBN 3-922912-26-5, S. 127.
53. ↑  Gert-Dieter Ulferts: Friede nach siegreichem Krieg / Das Bildprogramm – Skulpturen und Malereien. In: Das Brandenburger Tor 1791–1991. Eine Monographie. Verlag Willmuth Arenhövel, Berlin 1991, ISBN 3-922912-26-5, S. 128.
54. ↑  von Siefart, S. 52
55. 1 2  Georg Krecker: Die Instandsetzung des Brandenburger Tores Berlin 1926–27. In: Denkmalpflege und Heimatschutz, 31. Jg., Nr. 1 und 2 (Januar/Februar 1929), S. 4.
56. ↑  von Siefart, S. 43.
57. ↑  von Siefart, S. 101 f.
58. ↑  Laurenz Demps: Zur Baugeschichte des Tores. In: Das Brandenburger Tor 1791–1991. Eine Monographie. Verlag Willmuth Arenhövel, Berlin 1991, ISBN 3-922912-26-5, S. 48.
59. ↑  von Siefart, S. 75.
60. ↑  von Siefart, S. 76 f.
61. ↑  Julius Kohte: Zur Geschichte des Viergespanns auf dem Brandenburger Tore in Berlin. In: Die Denkmalpflege, 12. Jahrgang, Nr. 7 (1. Juni 1910), S. 54.
62. 1 2  Christina Petersen: Die Baugeschichte des Brandenburger Tores. In: Das Brandenburger Tor. Hrsg. von der Stiftung Denkmalschutz Berlin, jovis Verlag, Berlin 2003, S. 57.
63. ↑  Zitat aus der zeitgenössischen Literatur bei Kirsten Otto: Berlins verschwundene Denkmäler. Eine Verlustanalyse von 1918 bis heute. Lukas, Berlin 2020, ISBN 978-3-86732-357-4, S. 9.
64. ↑  von Siefart, S. 93
65. 1 2 3 4 5 6 7  Julius Kohte: Die Wiederherstellung des Siegeswagens auf dem Brandenburger Tor in Berlin im Jahre 1814. In: Die Denkmalpflege, 16. Jg., Nr. 10 (29. Juli 1914), S. 73–75.
66. ↑  Miszellen. In: Zeitschrift für preußische Geschichte und Landeskunde, 1866, Nr. 758, S. 575.
67. ↑  von Siefart, S. 94.
68. ↑  Hermann Friedrich Macco: Die Rückkehr der Quadriga vom Brandenburger Tor aus Paris. In: Zentralblatt der Bauverwaltung. Nr. 3, 1938, S. 112–113.
69. ↑  Michael S. Cullen, Uwe Kieling: Das Brandenburger Tor. Ein deutsches Symbol. Berlin 1999, ISBN 3-8148-0076-1, S. 75.
70. ↑  Umgestaltung des Brandenburger Tores. In: Verkehrstechnik, 20. Jg., Heft 10 (20. Mai 1939), S. 255.
71. ↑  Zu Kriegsschaden und Wiederaufbau siehe Götz Eckardt (Hrsg.): Schicksale deutscher Baudenkmale im zweiten Weltkrieg. Eine Dokumentation der Schäden und Totalverluste auf dem Gebiet der Deutschen Demokratischen Republik. Band 1. Berlin – Hauptstadt der DDR, Bezirke Rostock, Schwerin, Neubrandenburg, Potsdam, Frankfurt/Oder, Cottbus, Magdeburg. Henschel, Berlin 1980, S. 50 f.
72. 1 2  Guido Knopp: Der Aufstand – 17. Juni 1953. Hoffman und Campe, Hamburg 2003, ISBN 3-455-09389-2.
73. ↑  Pressekonferenz zu Beschlüssen des Magistrats, abgehalten am 22. September 1956. Berlin-Chronik, Online-Version, hrsg. vom Landesarchiv Berlin.; abgerufen am 24. November 2014.
74. ↑  President Reagan at Berlin Wall (Video, 26 min), 12. Juni 1987, C-SPAN
75. ↑  Checkpoint Charlie. (Memento vom 16. April 2021 im Internet Archive; PDF; 299 kB) umwelt-beteiligung-berlin.de; abgerufen am 16. April 2021
76. ↑  Generalprobe am Reißverschluss. (tagesspiegel.de [abgerufen am 7. Juli 2017]).
77. ↑  kardorff.de: Brandenburger Tor
78. ↑  Pariser Platz soll attraktiver werden: Brandenburger Tor wird autofrei. In: RP-Online.de. Abgerufen am 8. September 2018.
79. ↑  Ulrich Zawatka-Gerlach: Das Brandenburger Tor war schon immer ein Streitpunkt. In: Tagesspiegel Online. 13. November 2016, ISSN 1865-2263 (tagesspiegel.de [abgerufen am 8. September 2018]).
80. ↑  Schnell-Radwege ausgerechnet durch das Brandenburger Tor zu verlegen, bringt nicht nur Fußgänger unnötig in Gefahr, sondern entwertet die Aufenthaltsqualität an unserem Wahrzeichen. Wir lehnen diese Planungen klar ab. … In: @CDUBerlin_AGH (Twitter). 2019, abgerufen am 11. Dezember 2019.
81. ↑  Radschnellweg könnte durchs Brandenburger Tor führen. Abgerufen am 11. Dezember 2019.
82. ↑  Ziele. Raum der Stille in Berlin, abgerufen am 22. Dezember 2009
83. 1 2  Julius Geiler, Alexander Fröhlich: Berliner Wahrzeichen beschädigt: Auto kracht ins Brandenburger Tor – 26-jähriger Fahrer stirbt. In: Der Tagesspiegel. 16. Januar 2023 (tagesspiegel.de [abgerufen am 18. Januar 2023]).
84. ↑  Brandenburger Tor in Berlin: Todesfahrt gibt Rätsel auf. In: Berliner Morgenpost. 16. Januar 2023, abgerufen am 18. Januar 2023.
85. ↑  Sanierung des Brandenburger Tors wird rund anderthalb Monate dauern. In: rbb24. 17. Januar 2023, abgerufen am 18. Januar 2023.
86. ↑  Auto rammt Brandenburger Tor – 26-jähriger Fahrer stirbt. In: rbb24. 16. Januar 2023, abgerufen am 18. Januar 2023.
87. ↑  Birgit Lotze: Brandenburger Tor: Öffnung für Ende März geplant. In: Berliner Morgenpost. 9. März 2023, abgerufen am 15. März 2023.
88. ↑  Klimaaktivisten besprühen Brandenburger Tor mit Farbe. In: Abendschau. rbb, 17. September 2023, abgerufen am 17. September 2023.
89. ↑  Reinigungskosten für Brandenburger Tor steigen wohl auf sechsstellige Summe. rbb, 29. September 2023, abgerufen am 17. Oktober 2023.
90. ↑  Brandenburger Tor erfolgreich gereinigt. In: Augsburger Allgemeine, S. 5, Ausgabe 282, erschienen am 7. Dezember 2023.
91. ↑  Drei Aktivisten wegen Farbattacke auf Brandenburger Tor verurteilt. Die Zeit, 23. April 2024, abgerufen am 26. Mai 2024.
92. ↑  BR Retro: Bavaria Filmstudios 1961: Aufbau Brandenburger Tor für Billy Wilder Satire - hier anschauen. Abgerufen am 10. Mai 2025.
93. ↑  Bundeszentrale für politische Bildung: Deutschland zusammenhalten. Wilhelm Wolfgang Schütz und sein "Unteilbares Deutschland". 28. Juli 2014, abgerufen am 22. Dezember 2024.
94. ↑  Bettina Jochheim: Das Brandenburger Tor ist bald Geschichte. ksta.de, 2. Februar 2009, abgerufen am 13. März 2022.
95. ↑  1970-2009: Brandenburger Tor. 4. November 2014, abgerufen am 22. Dezember 2024 (deutsch).

Koordinaten: 52° 30′ 59″ N, 13° 22′ 40″ O